# Grenade (Haute-Garonne)
Pour les articles homonymes, voir Grenade.
Grenade, aussi nommée Grenade-sur-Garonne (en occitan : Granada de Garona), est une commune française de la région Occitanie. Située dans le nord du département de la Haute-Garonne, elle se situe à environ 25 kilomètres de Toulouse et de Montauban, et à mi-chemin entre Albi et Auch. Sur le plan historique et culturel, la commune est dans le pays de Rivière-Verdun, un petit pays d'élection de l'est de la Gascogne, à l'écart des grandes voies de communication, et s'étageant sur les terrasses de la rive gauche de la Garonne, entre la vallée de la Save et la Lomagne, et se prolongeant en Gascogne toulousaine.
Exposée à un climat océanique altéré, elle est drainée par la Garonne, la Save, l'Hers-Mort, le ruisseau de Saint-Pierre et par divers autres petits cours d'eau. La commune possède un patrimoine naturel remarquable : deux sites Natura 2000 (la « vallée de la Garonne de Muret à Moissac » et « Garonne, Ariège, Hers, Salat, Pique et Neste »), trois espaces protégés (le « cours de la Garonne, de l'Aveyron, du Viaur et du Tarn », le « cours inférieur de la Garonne » et la « saulaie de Saint-Caprais ») et quatre zones naturelles d'intérêt écologique, faunistique et floristique.
Bastide fondée en 1290, Grenade est maintenant une commune urbaine qui compte 9 039 habitants en 2022, après avoir connu une forte hausse de la population depuis 1975. Elle appartient à l'unité urbaine de Grenade et fait partie de l'aire d'attraction de Toulouse. Ses habitants sont appelés les Grenadains ou  Grenadaines.
Grenade est la plus importante ville de la communauté de communes des Hauts Tolosans et du Pays Tolosan. C'est un pôle administratif, économique et résidentiel majeur sur l'axe Toulouse-Montauban.
Le patrimoine architectural de la commune comprend quatre  immeubles protégés au titre des monuments historiques : le pont sur la Save, inscrit en 1926, l'église Notre-Dame-de-l'Assomption, classée en 1951, la halle, classée en 1979, et le couvent des Ursulines, inscrit en 1988.

## Géographie

### Localisation
La commune de Grenade se trouve dans le département de la Haute-Garonne, en région Occitanie.
Sur le plan physique, elle est située à 25 km au nord-nord-ouest de Toulouse au confluent de deux rivières : la Garonne et la Save en rive gauche ainsi que l’Hers-Mort en rive droite.
Sur le plan historique et culturel, Grenade fait partie du pays de Rivière-Verdun, un petit pays d'élection de l'est de la Gascogne sis à l'écart des grandes voies de communication. Ce territoire s'étage sur les terrasses de la rive gauche de la Garonne, entre la vallée de la Save et la Lomagne, et se prolonge plein est en Gascogne toulousaine.
Elle se situe à 22 km à vol d'oiseau de Toulouse, préfecture du département, et à 20 km de Léguevin, bureau centralisateur du canton de Léguevin dont dépend la commune depuis 2015 pour les élections départementales.
La commune est par ailleurs ville-centre du bassin de vie de Grenade.
Les communes les plus proches sont : 
Ondes (1,7 km), Saint-Rustice (4,7 km), Pompignan (5,3 km), Castelnau-d'Estrétefonds (5,4 km), Merville (5,6 km), Larra (6,1 km), Grisolles (6,3 km), Saint-Jory (7,0 km).
Grenade est limitrophe de neuf autres communes dont deux dans le département de Tarn-et-Garonne.
| Aucamville (Tarn-et-Garonne) | Grisolles (Tarn-et-Garonne) | Ondes                    |
| Saint-Cézert, Launac         | Grenade                     | Castelnau-d'Estrétefonds |
| Larra                        | Merville                    | Saint-Jory               |

La Garonne sépare la commune de celles de Castelnau-d'Estrétefonds, Grisolles, Ondes et Saint-Jory, en rive droite.

### Géologie et relief
La superficie de la commune est de 3 701 hectares ; son altitude varie de 97  à   167 mètres.

### Hydrographie

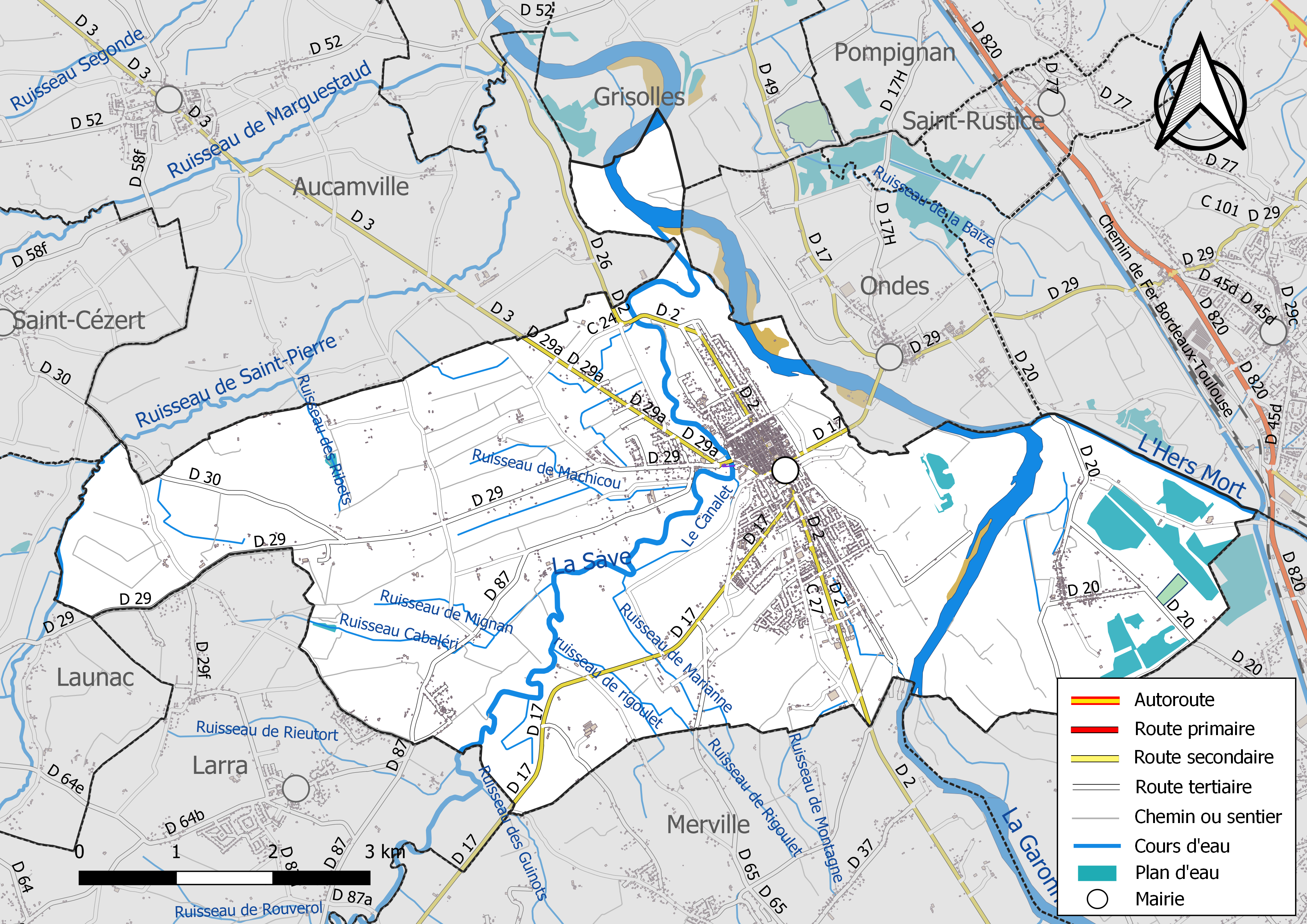
Réseaux hydrographique et routier de Grenade.

La commune est dans le bassin de la Garonne, au sein du bassin hydrographique Adour-Garonne. Elle est drainée par la Garonne, la Save, l'Hers-Mort, le ruisseau de Saint-Pierre, le Canalet, le ruisseau Cabaléri, le ruisseau dela Cucq, le ruisseau de Machicou, le ruisseau de Marianne, le ruisseau de Mignan, le ruisseau de Montagne, le ruisseau de rigoulet, le ruisseau de Rigoulet, le ruisseau des Ribets et par divers petits cours d'eau, constituant un réseau hydrographique de 47 km de longueur totale,.
La Garonne est un fleuve principalement français prenant sa source en Espagne et qui coule sur 529 km avant de se jeter dans l’océan Atlantique.
La Save, d'une longueur totale de 143 km, prend sa source dans la commune de Lannemezan (65) et s'écoule du sud-ouest vers le nord-est. Elle se jette dans la Garonne sur le territoire communal, après avoir traversé 46 communes.
L'Hers-Mort, d'une longueur totale de 89,3 km, prend sa source dans la commune de Laurac (11) et s'écoule du sud-est vers le nord-ouest. Il se jette dans la Garonne sur le territoire communal, après avoir traversé 40 communes.
Le ruisseau de Saint-Pierre, d'une longueur totale de 20,8 km, prend sa source dans la commune de Pelleport et s'écoule du sud-ouest vers le nord-est. Il traverse la commune et se jette dans le ruisseau de Marguestaud à Aucamville (82), après avoir traversé 8 communes.

### Climat
Pour des articles plus généraux, voir Climat de l'Occitanie et Climat de la Haute-Garonne.
En 2010, le climat de la commune est de type climat du Bassin du Sud-Ouest, selon une étude s'appuyant sur une série de données couvrant la période 1971-2000. En 2020, Météo-France publie une typologie des climats de la France métropolitaine dans laquelle la commune est exposée à un climat océanique altéré et est dans la région climatique Aquitaine, Gascogne, caractérisée par une pluviométrie abondante au printemps, modérée en automne, un faible ensoleillement au printemps, un été chaud (19,5 °C), des vents faibles, des brouillards fréquents en automne et en hiver et des orages fréquents en été (15 à 20 jours).
Pour la période 1971-2000, la température annuelle moyenne est de 13,4 °C, avec une amplitude thermique annuelle de 16 °C. Le cumul annuel moyen de précipitations est de 702 mm, avec 9,5 jours de précipitations en janvier et 5,7 jours en juillet. Pour la période 1991-2020, la température moyenne annuelle observée sur la station météorologique la plus proche, située sur la commune de Blagnac à 17 km à vol d'oiseau, est de 14,2 °C et le cumul annuel moyen de précipitations est de 627,0 mm,. Pour l'avenir, les paramètres climatiques de la commune estimés pour 2050 selon différents scénarios d'émission de gaz à effet de serre sont consultables sur un site dédié publié par Météo-France en novembre 2022.

### Milieux naturels et biodiversité

#### Espaces protégés
La protection réglementaire est le mode d’intervention le plus fort pour préserver des espaces naturels remarquables et leur biodiversité associée,.
Trois espaces protégés sont présents sur la commune : 
- le « cours de la Garonne, de l'Aveyron, du Viaur et du Tarn », objet d'un arrêté de protection de biotope, d'une superficie de 1 262,3 ha[21] ;
- le « cours inférieur de la Garonne », objet d'un arrêté de protection de biotope, d'une superficie de 452,7 ha[22] ;
- la « saulaie de Saint-Caprais », objet d'un arrêté de protection de biotope, d'une superficie de 97,3 ha[23].

#### Réseau Natura 2000

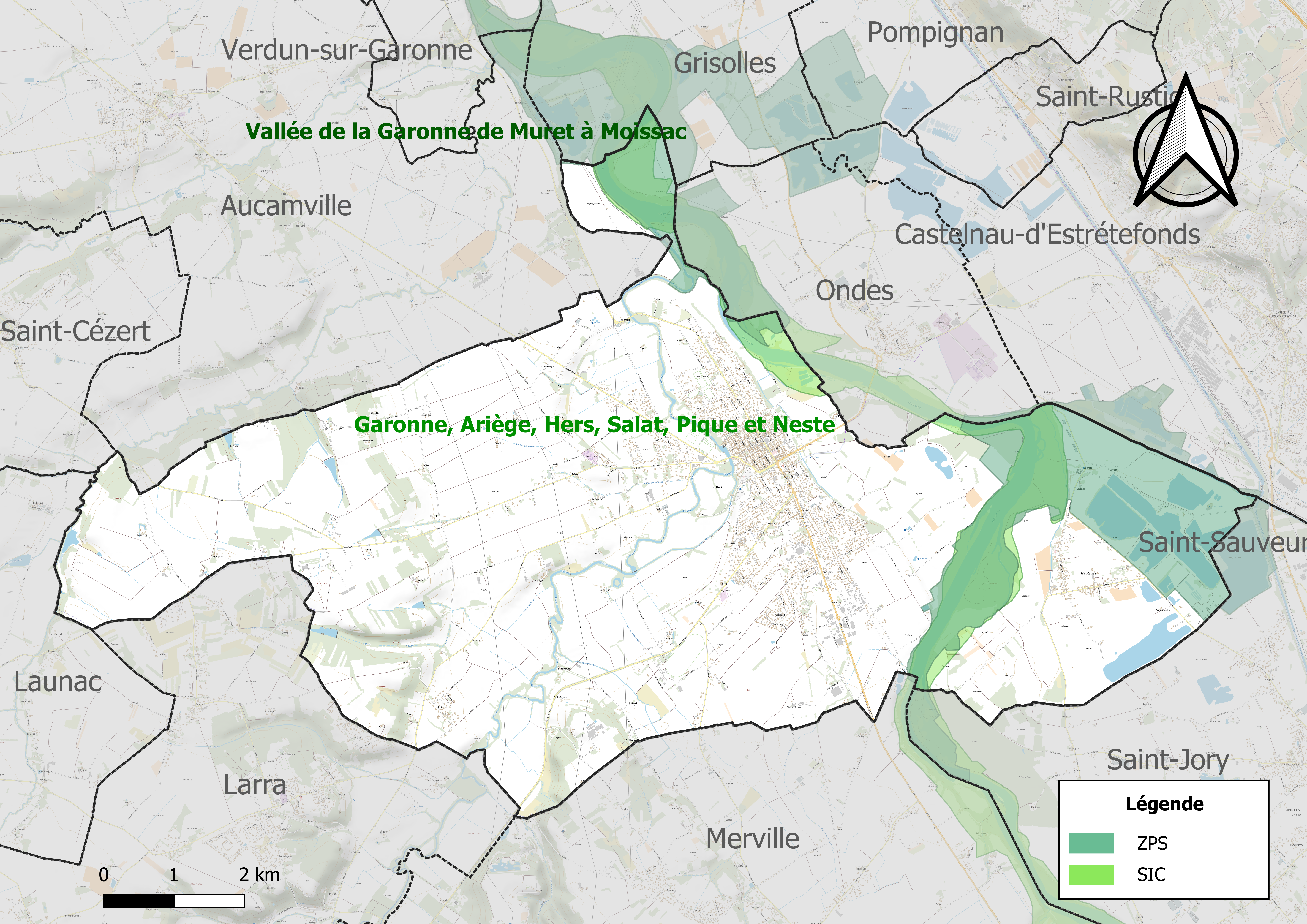
Site Natura 2000 sur le territoire communal.

Le réseau Natura 2000 est un réseau écologique européen de sites naturels d'intérêt écologique élaboré à partir des directives habitats et oiseaux, constitué de zones spéciales de conservation (ZSC) et de zones de protection spéciale (ZPS).
Un site Natura 2000 a été défini sur la commune au titre de la directive habitats.
- « Garonne, Ariège, Hers, Salat, Pique et Neste », d'une superficie de 9 581 ha, un réseau hydrographique pour les poissons migrateurs (zones de frayères actives et potentielles importantes pour le Saumon en particulier qui fait l'objet d'alevinages réguliers et dont des adultes atteignent déjà Foix sur l'Ariège[26]

et un au titre de la directive oiseaux : 
- la « vallée de la Garonne de Muret à Moissac », d'une superficie de 4 493 ha, hébergeant une avifaune bien représentée en diversité, mais en effectifs limités (en particulier, baisse des populations de plusieurs espèces de hérons). Sept espèces de hérons y nichent, dont le héron pourpré, ainsi que le Milan noir (avec des effectifs importants), l'Aigle botté, le Petit gravelot, la Mouette mélanocéphale, la Sterne pierregarin et le Martin-pêcheur[27].

#### Zones naturelles d'intérêt écologique, faunistique et floristique

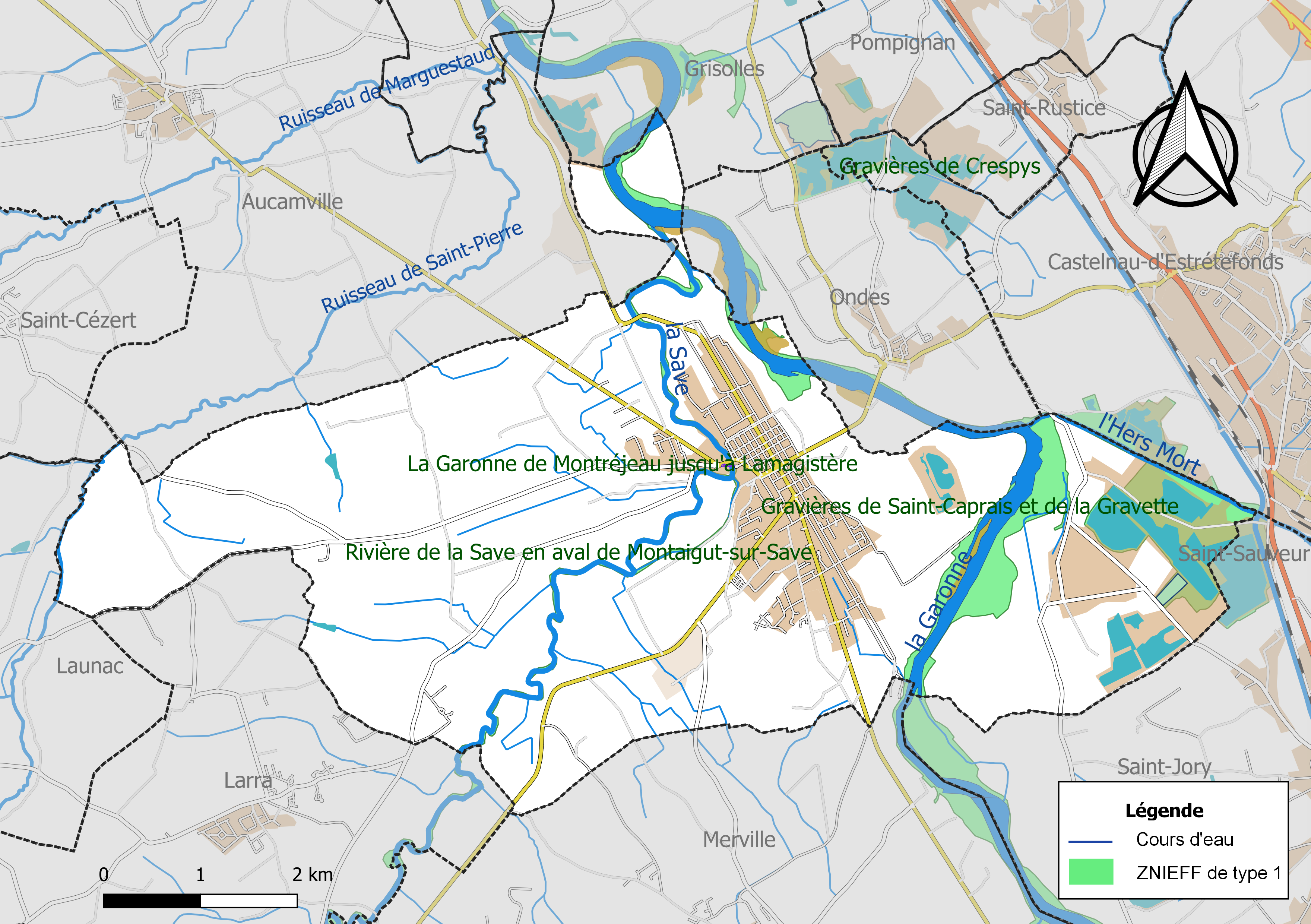
Carte des ZNIEFF de type 1 localisées sur la commune.

L’inventaire des zones naturelles d'intérêt écologique, faunistique et floristique (ZNIEFF) a pour objectif de réaliser une couverture des zones les plus intéressantes sur le plan écologique, essentiellement dans la perspective d’améliorer la connaissance du patrimoine naturel national et de fournir aux différents décideurs un outil d’aide à la prise en compte de l’environnement dans l’aménagement du territoire.
Trois ZNIEFF de type 1 sont recensées sur la commune :
- les « gravières de Saint-Caprais et de la Gravette » (233 ha), couvrant 3 communes du département[29] ;
- « la Garonne de Montréjeau jusqu'à Lamagistère » (5 075 ha), couvrant 92 communes dont 63 dans la Haute-Garonne, trois dans le Lot-et-Garonne et 26 dans le Tarn-et-Garonne[30],
- la « rivière de la Save en aval de Montaigut-sur-Save » (94 ha), couvrant 6 communes dont cinq dans la Haute-Garonne et une dans le Tarn-et-Garonne[31] ;

et une ZNIEFF de type 2, : 
« la Garonne et milieux riverains, en aval de Montréjeau » (6 874 ha), couvrant 93 communes dont 64 dans la Haute-Garonne, trois dans le Lot-et-Garonne et 26 dans le Tarn-et-Garonne.

## Urbanisme

### Typologie
Au 1er janvier 2024, Grenade est catégorisée centre urbain intermédiaire, selon la nouvelle grille communale de densité à sept niveaux définie par l'Insee en 2022.
Elle appartient à l'unité urbaine de Grenade, une unité urbaine monocommunale constituant une ville isolée,. Par ailleurs la commune fait partie de l'aire d'attraction de Toulouse, dont elle est une commune de la couronne,. Cette aire, qui regroupe 527 communes, est catégorisée dans les aires de 700 000 habitants ou plus (hors Paris),.

### Occupation des sols

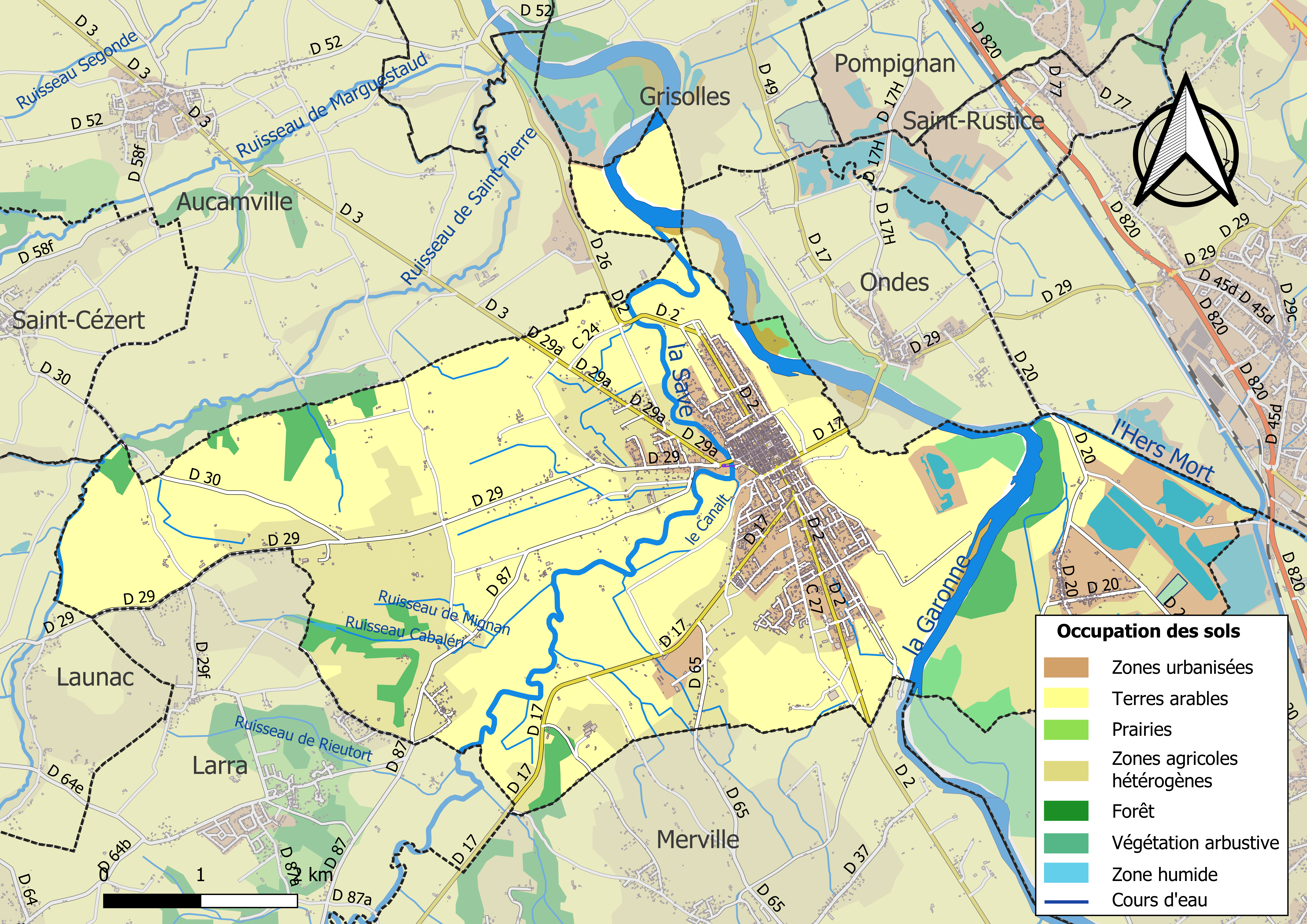
Carte des infrastructures et de l'occupation des sols de la commune en 2018 (CLC).

L'occupation des sols de la commune, telle qu'elle ressort de la base de données européenne d’occupation biophysique des sols Corine Land Cover (CLC), est marquée par l'importance des territoires agricoles (75,7 % en 2018), en diminution par rapport à 1990 (82,3 %). La répartition détaillée en 2018 est la suivante : 
terres arables (56,9 %), zones agricoles hétérogènes (18,9 %), zones urbanisées (9,4 %), eaux continentales (6,2 %), forêts (4,4 %), milieux à végétation arbustive et/ou herbacée (1,8 %), mines, décharges et chantiers (1,1 %), zones industrielles ou commerciales et réseaux de communication (0,8 %), espaces verts artificialisés, non agricoles (0,7 %). L'évolution de l’occupation des sols de la commune et de ses infrastructures peut être observée sur les différentes représentations cartographiques du territoire : la carte de Cassini (XVIIIe siècle), la carte d'état-major (1820-1866) et les cartes ou photos aériennes de l'IGN pour la période actuelle (1950 à aujourd'hui).

### Morphologie urbaine
La bastide de Grenade est un véritable damier : articulé autour de la Halle avec ses 36 piliers, les rues parallèles s'étendent parfois jusqu'à 5 kilomètres de longueur, avec par exemple l'axe « route de Verdun - avenue du 22-Septembre - rue Gambetta - avenue Lazare-Carnot - rue des Pyrénées » qui reliait le port bas au port haut, les deux étant sur la Garonne. De nos jours encore, cette « marque de fabrique » se fait ressentir dans les nouveaux quartiers, où les rues sont, à peu près, parallèles.

### Projets d'aménagements
Deux projets structurants vont redessiner la ville dans les années à venir :
- Le projet Valterra, qui va promouvoir une agriculture de proximité et biologique. Une couveuse d'activité sera installée pour aider les agriculteurs à tester des projets agricoles, grandeur nature. D'ores et déjà, la communauté de communes de Save et Garonne et le Pays Tolosan, initiateurs du projet, sont en lien étroit avec la cuisine centrale de Toulouse et le Marché d'intérêt national (MIN) de Toulouse[34].

Ce projet, destiné à dynamiser le Nord toulousain et créer des emplois, va aussi permettre de limiter le grignotage de terres agricoles par l'urbanisation.
- La création d'un espace de rencontre et d'échange au lieu-dit « Montagne », c'est-à-dire la création de toutes pièces d'un nouveau quartier résidentiel, mais aussi avec des commerces et des services, tel que la création d'un Accueil de loisirs sans hébergement (ALSH), avec un groupe scolaire, un gymnase et une crèche.

### Voies de communication et transports

#### Voies routières
À noter qu'aucun axe du réseau national ne traverse la commune.

##### Routes départementales
- La RD 2, autrement dite « route de Toulouse », est une des routes structurantes de la ville de Grenade. Elle arrive de Seilh (au sud), passe dans les zones économiques de Proxima et Grenade-Sud, devant la mairie, puis entre dans la bastide, devant l'église Notre-Dame-de-l'Assomption, puis la halle. Elle ressort en direction du nord, vers Verdun-sur-Garonne en Tarn-et-Garonne, où elle se nomme RD 26.
- La RD 17 arrive de Montaigut-sur-Save, c'est-à-dire de l'ouest (L'Isle-Jourdain (Gers)). Elle rejoint la RD 29 devant la mairie et jusqu'à Ondes, où elle se dirige vers Grisolles en Tarn-et-Garonne.
- La RD 29a arrive de Launac et Beaumont-de-Lomagne (nord-ouest), rejoint la RD 17 devant la mairie. Continuant jusqu'à Ondes, elle va vers Castelnau-d'Estrétefonds, puis Fronton et Villemur-sur-Tarn.
- Des routes du réseau secondaire départemental arrivent également à Grenade : la RD 65 (vers Merville), la RD 87 (vers Larra), ou encore la RD 30 (vers Saint-Cézert)[36].

##### Routes et chemins communaux
Plusieurs kilomètres de routes et chemins communaux traversent la commune de Grenade. Elles sont gérées par la communauté de communes de Save et Garonne.
Les chemins ruraux sont gérés pas la commune.

#### Transports
La ligne express Hop!302 du réseau Arc-en-Ciel permet de rejoindre la station Borderouge du métro de Toulouse depuis la quai de Garonne, la ligne 326 dessert le centre-ville en reliant Laréole à la gare de Castelnau-d'Estrétefonds, en correspondance avec des TER Occitanie vers Toulouse-Matabiau, la ligne 328 relie le centre-ville à Launac, la ligne 362 relie Larra à la gare routière de Toulouse en desservant le centre-ville, la ligne 372 relie également la gare routière de Toulouse depuis Larra via le centre-ville, et la ligne 388 relie la mairie de la ville ou le quartier Saint-Caprais à la gare routière de Toulouse ou la station de métro Basso Cambo.
À proximité de la ville se trouve la gare SNCF de Castelnau-d'Estrétefonds, sur l'axe Toulouse-Paris. Elle est desservie par des corails et par des TER.
L'aéroport de Toulouse-Blagnac, situé à 20 km de Grenade, assure les liaisons aériennes. L'accès est possible à la sortie  902.1.

### Risques majeurs
Le territoire de la commune de Grenade est vulnérable à différents aléas naturels : météorologiques (tempête, orage, neige, grand froid, canicule ou sécheresse), inondations et séisme (sismicité très faible). Il est également exposé à un risque technologique, la rupture d'un barrage. Un site publié par le BRGM permet d'évaluer simplement et rapidement les risques d'un bien localisé soit par son adresse soit par le numéro de sa parcelle.

#### Risques naturels
Certaines parties du territoire communal sont susceptibles d’être affectées par le risque d’inondation par débordement de cours d'eau, notamment la Save, l'Hers-Mort et le ruisseau de Saint-Pierre. La commune a été reconnue en état de catastrophe naturelle au titre des dommages causés par les inondations et coulées de boue survenues en 1982, 1999, 2000, 2009 et 2022,.

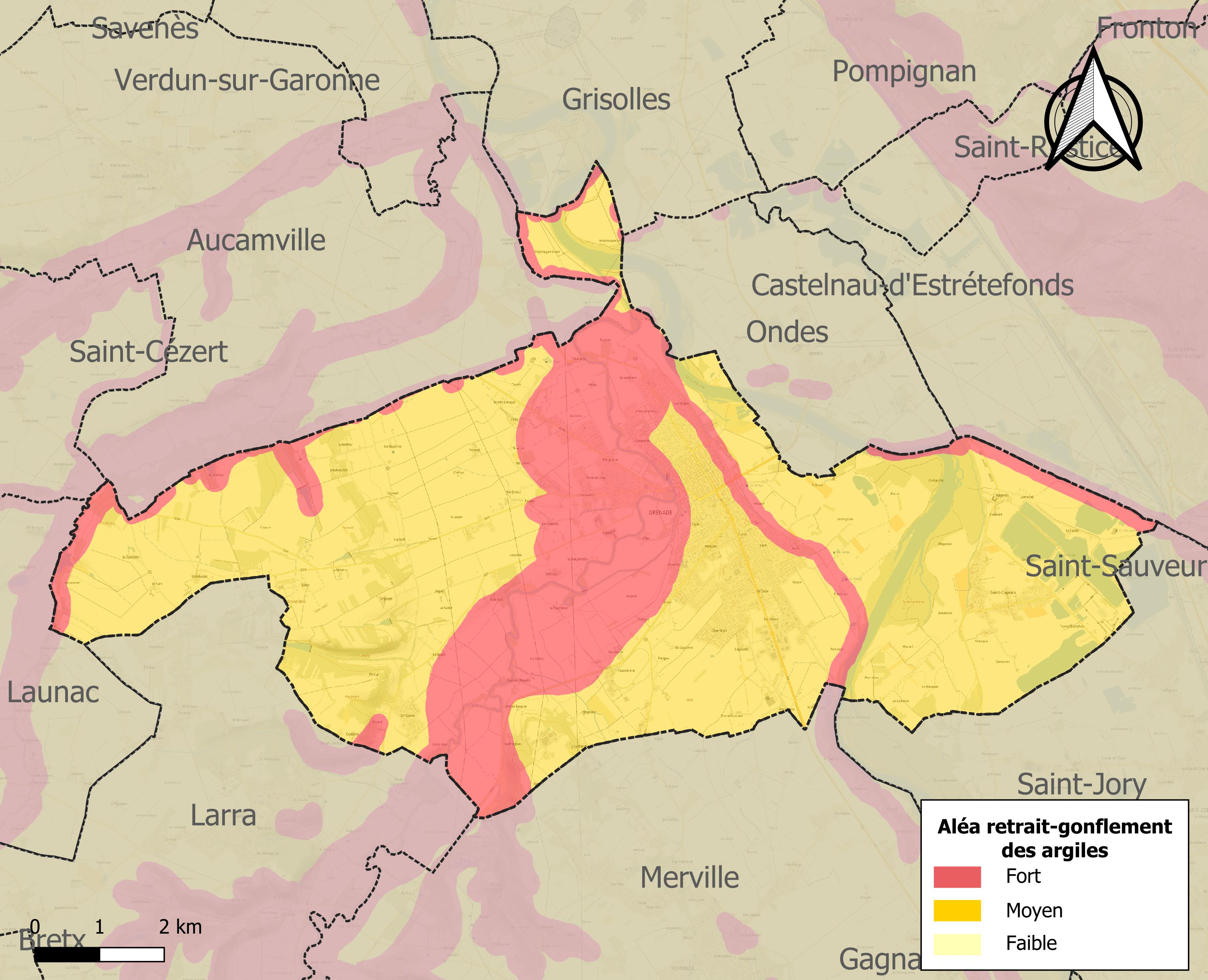
Carte des zones d'aléa retrait-gonflement des sols argileux de Grenade.

Le retrait-gonflement des sols argileux est susceptible d'engendrer des dommages importants aux bâtiments en cas d’alternance de périodes de sécheresse et de pluie. La totalité de la commune est en aléa moyen ou fort (88,8 % au niveau départemental et 48,5 % au niveau national). Sur les 2 812 bâtiments dénombrés sur la commune en 2019, 2 812 sont en aléa moyen ou fort, soit 100 %, à comparer aux 98 % au niveau départemental et 54 % au niveau national. Une cartographie de l'exposition du territoire national au retrait gonflement des sols argileux est disponible sur le site du BRGM,.
Par ailleurs, afin de mieux appréhender le risque d’affaissement de terrain, l'inventaire national des cavités souterraines permet de localiser celles situées sur la commune.
Concernant les mouvements de terrains, la commune a été reconnue en état de catastrophe naturelle au titre des dommages causés par la sécheresse en 1989, 1991, 1993, 1998, 1999, 2002, 2003, 2011, 2016 et 2017 et par des mouvements de terrain en 1999.

#### Risques technologiques
La commune est en outre située en aval des barrages de Cap de Long sur la Neste de Couplan (Hautes-Pyrénées) et de l'Estrade sur la Ganguise (Aude). À ce titre elle est susceptible d’être touchée par l’onde de submersion consécutive à la rupture d'un de ces ouvrages.

## Toponymie
Le nom est dérivé de l’occitan Granada en 1428 par une bastide créée durant l’année 1290 par Eustache de Beaumarchais.
La commune est parfois appelée Grenade-sur-Garonne, bien que son nom officiel soit Grenade.

## Histoire
Les premières traces humaines remontent au Néolithique et des vestiges importants de l'époque gallo-romaine ont été trouvés en rive gauche de la Garonne.

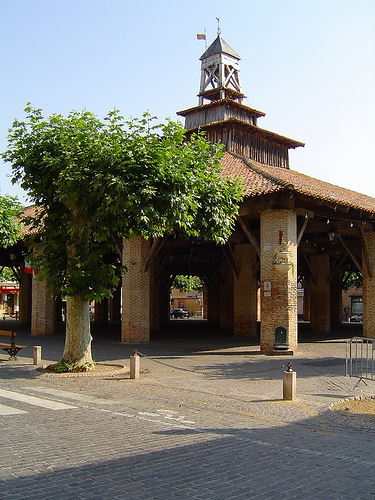
Les halles de Grenade.

La ville est une bastide fondée en 1290 à l'initiative des moines cisterciens de l'abbaye de Grandselve qui avaient fondé Beaumont-de-Lomagne une dizaine d'années auparavant. La ville fait l'objet d'un accord de paréage entre les moines et le sénéchal Eustache de Beaumarchais représentant du roi Philippe le Bel. Les bastides nouvelles créées à cette époque sont baptisées des noms de grandes villes influentes de l'époque, d'Espagne ou d'Italie, comme Fleurance (Florence), ou Cologne. Grenade est donc appelée ainsi pour montrer qu'elle est destinée à être une ville influente du Sud-Ouest de la France. On peut également imaginer que Grenade vient du latin Granat, grain, signifiant que la culture de la terre est très présente dans la région.
Plus tard, lorsque le roi aura repris le contrôle des différentes régions du Sud-Ouest, sera créé un « réseau » de bastides. Sous cette protection royale, Grenade a prospéré grâce à la culture de plaines défrichées aux alentours. D'ailleurs, le plan initial de la ville prévoyait plus de 3 000 habitations, mais seulement 1 000 furent réalisées,,,.
Grenade avait obtenu, en 1341, la faveur de relever son enceinte détruite en vertu d'un article du traité de Paris. Ces remparts, situés au nord et au sud de la ville, furent détruits lors de la Révolution française, pour laisser place aux allées Alsace-Lorraine et Sébastopol.
À la fin du XVIe siècle, les Grenadains s'allièrent aux Toulousains pour contrer l'offensive protestante, venant de la ville de Montauban. Repoussés, les protestants pillèrent et terrorisèrent les habitants des alentours. Afin de ne pas revivre cette expérience, un couvent de religieux, les Capucins, s'installa à Grenade. Aujourd'hui, cet ancien couvent situé sur les quais de Garonne est une école primaire, mais fut aussi auparavant la mairie, puis une cornichonnerie.
En 1626 le couvent des Ursulines est créé. Alors que l'enseignement des garçons est effectif à Grenade depuis plusieurs dizaines d'années, l'enseignement des filles est désormais possible grâce aux religieuses. En 1789, Grenade est en proie à de graves difficultés financières : plusieurs murs et tours, qui formaient les remparts de la ville, s'effondrent par manque d'entretien.
C'est dans ce contexte qu'intervient la Révolution française. Les Grenadains suivent le mouvement et élisent une municipalité pro-révolutionnaire. Les couvents (Ursulines et Capucins) sont vidés de leurs occupants. Le couvent des Ursulines est transformé en hôpital militaire, et l'église en « temple de la raison ».
Les troupes de la coalition anglo-hispano-portugaise y séjournèrent lors de la bataille de Toulouse de 1814. Ils en profitèrent pour piller et rançonner la ville.
Cette période est marquée par la rivalité légendaire entre Beaumont-de-Lomagne et Grenade. Or l'armée révolutionnaire de Toulouse dirigée par un Beaumontois fit régner la terreur sur Grenade. À la chute de Robespierre, justice fut rendue aux Grenadains. Aujourd'hui encore, la « guerre des clochers » continue à travers le rugby notamment, où a lieu chaque année le fameux match Grenade-Beaumont et vice-versa, la victoire étant obligatoire à domicile et réjouissante à l'extérieur, source de moquerie pour l'année entière.
En 1875, Saint-Caprais et le Rouanel, hameaux de Grenade sont partiellement détruits par l'inondation de la Garonne. Le plan de prévention des risques actuel estime la probabilité de ce type d'inondation dite "centennale" à une occurrence tous les 138 ans.

### Héraldique, logotype et devise
| Blason de Grenade (Haute-Garonne) | Blason  | D'azur, semé de grains de froment et de fleurs de lys d'or. |
| Blason de Grenade (Haute-Garonne) | Détails |                                                             |

## Politique et administration

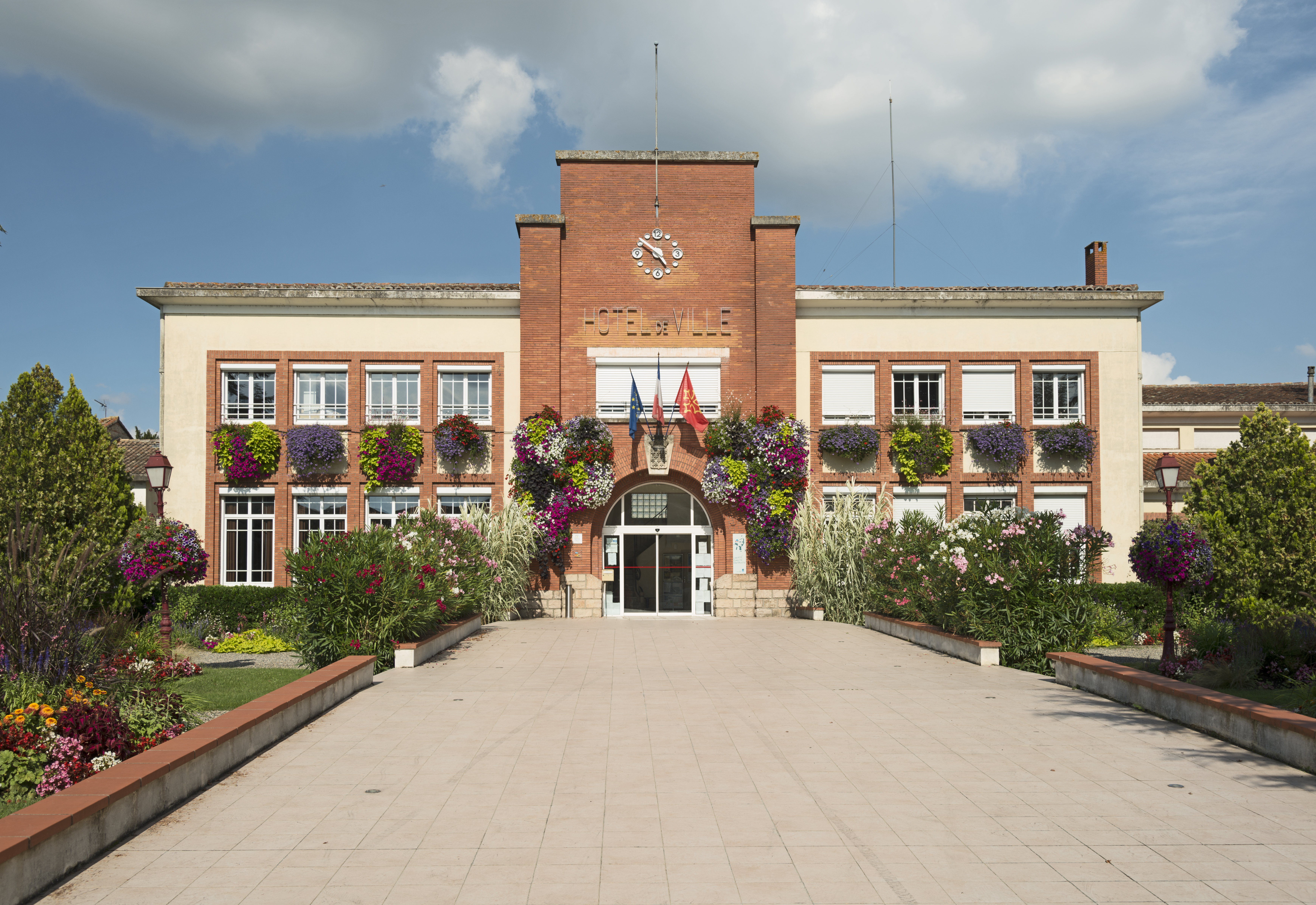
L'hôtel de ville.

### Rattachements administratifs et électoraux
Grenade appartient à l'arrondissement de Toulouse et au canton de Léguevin depuis le redécoupage cantonal de 2014. Avant cette date, elle était le chef-lieu du canton de Grenade.
Pour l’élection des députés, la commune fait partie de la cinquième circonscription de la Haute-Garonne, représentée depuis 2017 par Jean-François Portarrieu (LREM).
Par ailleurs, la commune relève du tribunal d'instance, du tribunal de grande instance, de la cour d'appel, du tribunal pour enfants, du conseil de prud'hommes, du tribunal de commerce et du tribunal administratif de Toulouse et de la cour administrative d'appel de Bordeaux.

### Intercommunalité
Depuis le 1er janvier 2017, la commune appartient à la communauté de communes des Hauts Tolosans (anciennement Save Garonne Coteaux de Cadours), dont elle est la principale ville et le siège. Avant cette date, Grenade faisait partie de la communauté de communes de Save et Garonne.
Par ailleurs, elle appartenait au pays Tolosan, qui fut dissous en 2015. C'était l'une des associations de collectivités territoriales qui regroupait des communautés de communes et des communes dites isolées, c'est-à-dire non installées en communauté de communes, pour travailler à l'élaboration et la réalisation de projets structurants, à partir de l'existant.
Enfin, Grenade adhère au schéma de cohérence territoriale Nord Toulousain.

### Administration municipale
Le nombre d'habitants au recensement de 2017 étant compris entre 5 000 habitants et 9 999 habitants, le nombre de membres du conseil municipal pour l'élection de 2020 est de vingt-neuf,.

### Liste des maires
| Période                                  | Période                   | Identité                      | Étiquette         | Qualité |
| ---------------------------------------- | ------------------------- | ----------------------------- | ----------------- | --- |
| Maire en 1937                            |                           | Roger Cazaubon                | SFIO              | Négociant en bois, pépiniériste Conseiller général du canton de Grenade (1937 → 1940) |
| Les données manquantes sont à compléter. |                           |                               |                   | |
| 1944                                     | 1962                      | Louis Marchand                | SFIO puis Soc.ind | Conseiller général du canton de Grenade (1945 → 1951 puis décembre 1967 → 1976) |
| 1962                                     | 1970                      | Eugène Dou                    | PS                | |
| 1971                                     | novembre 1974 (démission) | Jean Bertrand                 | Mod.              | |
| février 1975                             | mars 1989                 | Bernard Moulères              | DVD               | Directeur technique Conseiller général du canton de Grenade (1976 → 1982) |
| mars 1989                                | juillet 1992 (décès)      | Jean-Claude Gouze (1940-1992) | PS                | Médecin Conseiller général du canton de Grenade (1982 → 1992) Suppléant du député Jacques Roger-Machart (1988 → 1992)                                                                                         |
| 1992                                     | juin 1995                 | Jean-Jacques Apine            | PS                | |
| juin 1995                                | mars 2001                 | Jean Garros                   | DVD               | Retraité, président honoraire du Tribunal de commerce de Toulouse |
| mars 2001                                | mars 2008                 | Jean-Jacques Apine            | PS                | Président de la CC de Save et Garonne (2002 → 2008) |
| mars 2008                                | septembre 2012            | Rémy André                    | PRG               | Journaliste, ancien météorologue Président de la CC de Save et Garonne (2008 → 2012) |
| novembre 2012                            | En cours                  | Jean-Paul Delmas              | DVG               | Fonctionnaire 1er vice-président de la CC de Save et Garonne (2012 → 2016) 1er vice-président de la CC des Hauts Tolosans (2017 → 2020) Président de la CC des Hauts Tolosans (2020 → ) Réélu en 2014 et 2020 |
| Les données manquantes sont à compléter. |                           |                               |                   | |

### Tendances politiques et résultats
- Élection municipale de 2014

- Élection municipale de 2020

### Politique environnementale
La politique environnementale de la ville de Grenade s'inscrit dans une démarche plus globale de développement durable, en liaison avec l'Agenda 21 de la communauté de communes de Save et Garonne. Basée sur un état des lieux et un diagnostic territorial des atouts et des faiblesses de la ville, la Charte de Développement Durable de Grenade identifie les objectifs stratégiques, déclinés en 4 axes majeurs et 76 fiches d'actions., discutées avec la population lors de réunions publiques.

### Finances locales
Pour l'exercice 2013, le compte administratif du budget municipal de Grenade s'établit à  12 108 000 € en dépenses et 13 025 000 € en recettes :
En 2013, la section de fonctionnement se répartit en 8 714 000 €  de charges (1 067 € par habitant) pour 8 445 000 € de produits (1 034 € par habitant), soit un solde de −269 000 € (−33 € par habitant), :
Les taux des taxes ci-dessous sont votés par la municipalité de Grenade. Ils ont varié de la façon suivante par rapport à 2012 :
- la taxe d'habitation sans variation 15,63 % ;
- la taxe foncière sur le bâti égale 28,12 % ;
- celle sur le non bâti sans variation 96,04 %.

### Jumelages
Au 8 mai 2011, Grenade est jumelée avec :
- Istrana (Italie) depuis 1989[65].

## Population et société

### Démographie

#### Évolution démographique
L'évolution du nombre d'habitants est connue à travers les recensements de la population effectués dans la commune depuis 1793. Pour les communes de moins de 10 000 habitants, une enquête de recensement portant sur toute la population est réalisée tous les cinq ans, les populations de référence des années intermédiaires étant quant à elles estimées par interpolation ou extrapolation. Pour la commune, le premier recensement exhaustif entrant dans le cadre du nouveau dispositif a été réalisé en 2005.

En 2022, la commune comptait 9 039 habitants, en évolution de +3,03 % par rapport à 2016 (Haute-Garonne : +8,02 %, France hors Mayotte : +2,11 %).
| 1793  | 1800  | 1806  | 1821  | 1831  | 1836  | 1841  | 1846  | 1851  |
| ----- | ----- | ----- | ----- | ----- | ----- | ----- | ----- | ----- |
| 4 360 | 3 333 | 3 886 | 3 925 | 4 112 | 4 286 | 4 281 | 4 444 | 4 364 |

| 1856  | 1861  | 1866  | 1872  | 1876  | 1881  | 1886  | 1891  | 1896  |
| ----- | ----- | ----- | ----- | ----- | ----- | ----- | ----- | ----- |
| 4 302 | 4 158 | 4 204 | 4 007 | 3 973 | 3 906 | 3 998 | 3 924 | 3 622 |

| 1901  | 1906  | 1911  | 1921  | 1926  | 1931  | 1936  | 1946  | 1954  |
| ----- | ----- | ----- | ----- | ----- | ----- | ----- | ----- | ----- |
| 3 599 | 3 606 | 3 302 | 2 869 | 3 012 | 2 927 | 2 793 | 2 974 | 3 235 |

| 1962  | 1968  | 1975  | 1982  | 1990  | 1999  | 2005  | 2006  | 2010  |
| ----- | ----- | ----- | ----- | ----- | ----- | ----- | ----- | ----- |
| 3 394 | 4 108 | 4 540 | 4 784 | 5 026 | 5 767 | 6 692 | 6 681 | 8 074 |

| 2015  | 2020  | 2022  | - | - | - | - | - | - |
| ----- | ----- | ----- | - | - | - | - | - | - |
| 8 685 | 8 846 | 9 039 | - | - | - | - | - | - |

#### Pyramide des âges
La population de la commune est relativement jeune.
En 2018, le taux de personnes d'un âge inférieur à 30 ans s'élève à 35,1 %, soit en dessous de la moyenne départementale (38,8 %). À l'inverse, le taux de personnes d'âge supérieur à 60 ans est de 22,8 % la même année, alors qu'il est de 21,7 % au niveau départemental.
En 2018, la commune comptait 4 260 hommes pour 4 581 femmes, soit un taux de 51,82 % de femmes, légèrement supérieur au taux départemental (51,27 %).
Les pyramides des âges de la commune et du département s'établissent comme suit.
| Hommes | Classe d’âge | Femmes |
| ------ | ------------ | ------ |
| 0,6    | 90 ou +      | 1,1    |
| 6,0    | 75-89 ans    | 9,2    |
| 12,9   | 60-74 ans    | 15,6   |
| 22,4   | 45-59 ans    | 20,4   |
| 20,6   | 30-44 ans    | 21,0   |
| 16,4   | 15-29 ans    | 14,3   |
| 21,2   | 0-14 ans     | 18,5   |

| Hommes | Classe d’âge | Femmes |
| ------ | ------------ | ------ |
| 0,7    | 90 ou +      | 1,6    |
| 5,8    | 75-89 ans    | 7,9    |
| 13,5   | 60-74 ans    | 14,7   |
| 19,3   | 45-59 ans    | 18,8   |
| 20,8   | 30-44 ans    | 19,9   |
| 22     | 15-29 ans    | 20,7   |
| 17,9   | 0-14 ans     | 16,4   |

### Enseignement
La ville de Grenade gère trois groupes scolaires publics comprenant chacun école maternelle et école élémentaire : l'école Jean-Claude-Gouze et une Annexe, l'école des Garosses et l'école de la Bastide. Il existe également un Centre de Loisirs "La Cabane" qui se situe Chemin de Montasse.
L'école Sainte-Marthe et l'école maternelle Montessori sont privées.
Le collège public Grand-Selve est géré par le conseil général de la Haute-Garonne.
Une circonscription scolaire se situe à Grenade. Elle s'occupe de tout le secteur nord de la Haute-Garonne et une partie du département de Tarn-et-Garonne. Il y a donc un inspecteur de l'Éducation nationale.
À la rentrée 2015, un nouveau groupe scolaire verra le jour, ainsi qu'un gymnase. Ces équipements s'ajouteront à ceux déjà réalisés en 2013, c'est-à-dire un accueil de loisir sans hébergement (ALSH) et une crèche intercommunale. Les travaux devraient débuter dans le courant de l'année 2011.

### La saison culturelle de la ville de Grenade

Le logo du carré d'art de la ville de Grenade.

Intitulée « Le carré d'art » en référence au damier de la bastide, la saison culturelle de Grenade s'axe sur quatre thématiques :
- Architecture ;
- Art plastique ;
- Spectacle vivant ;
- Histoire et littérature.

Pour la première saison, 2011-2012, pas moins d'une trentaine d'évènements sont prévus sur la commune, dans différents lieux tels que l'Office du Tourisme, l'Espace "Halle et Arts", le cinéma « Le Foyer », la salle des fêtes, le foyer rural, la bibliothèque, la Halle aux agneaux et un peu partout en extérieur, dans la bastide.
Du théâtre, des concerts, mais aussi des expositions d'art contemporain rythment cette saison culturelle.
En point d'orgue, deux nouveaux festivals ont été créés pour l'occasion :
- la FIGUE, le premier « Festival d'Improvisation Grenadain Ultra Excentrique » : des spectacles d'improvisations aux différents coins de rues. Tous les Grenadains et autres visiteurs peuvent y participer. Ce festival se découpera en deux parties: la première le 28 janvier 2012, la seconde le 12 mai 2012.
- Le festival « IBO, Mai photographique », festival de photographies dans plus de quarante communes de Midi-Pyrénées se déroulera durant tout le mois de mai. À cette occasion, une exposition de photos de Jean Dieuzaide, photographe né à Grenade, aura lieu. Cet évènement se déroulera un peu partout dans la bastide et aussi dans l'Espace « Halle et Arts », à l'office du Tourisme.

### Manifestations culturelles et festivités
Liste non exhaustive, classée par mois, des principales manifestations culturelles et des festivités de la ville de Grenade :
- Mars : Festival de danse enfants / Nuit du Cinéma / Carnaval du Service Enfance de la Mairie de Grenade
- Avril : Mai(s), ma Parole ! (Festival d'expression par tous les moyens artistiques) / Tremplin Grenad'In / Bouge ton territoire ! / Cinélatino
- Mai : Festival IBO Mai Photographique / La FIGUE (Festival d'Improvisation Grenadain Ultra Excentrique)
- Juin : Rendez-vous aux jardins / Journée du rugby / Traditionnelle fête de la musique / Concert des ateliers musicaux / 5 et 10 km de Grenade
- Juillet : Fête nationale (feu d'artifice, marché nocturne et vide-grenier)/ Concours de pêche/ Visites guidées de la ville
- Août : Les fêtes de Grenade (le week-end du 15 août)/ Festiciné, festival de cinéma en plein air organisé par le cinéma de Grenade et la communauté de communes de Save et Garonne/  Visites guidées de la ville
- Septembre : Les Journées européennes du patrimoine/ le Forum Emploi Formation (plus grand forum d'emploi du Nord toulousain)/ Forum des associations le premier week-end de Septembre.
- Octobre : Urban Show (festival de rue) / Foire de la Saint-Luc (cette dernière est l’une des plus grandes foires du Sud-Ouest de la France)
- Novembre : Grenad'In (festival de musique) / Week-end médiéval / Ec(h)o Festival
- Décembre : Téléthon  / Le Père Noël fait son show

Durant tout l'été, des visites guidées de la bastide de Grenade sont proposées par l'office de tourisme.
Durant toute l'année, des expositions diverses sont organisées à l'office du tourisme, à la salle des fêtes ou en plein air.

#### Fêtes de Grenade
Aux alentours du 15 août, les Grenadaines et Grenadains se retrouvent sur les berges de la Save, pour le concours de pêche; sur les allées Sébastopol, pour le concours de pétanque; aux quais de Garonne pour la fête foraine ; ou tout simplement le soir, au coucher du soleil sur la bastide, sous la halle, ou à ses abords, sur les nombreuses terrasses de restaurants, de bistrots, de bars à vins, de salon de thé, pour écouter les différents concerts et spectacles proposés durant cette période.
À cette occasion, une partie de la Bastide est piétonnisée, en permettant ainsi de relier à pied les différents lieux où se déroulent les festivités.

#### Grenad'In
Organisé par l'association multimusiques de Grenade, Grenad'In fête ses dix ans en 2011.
- Des artistes y sont passés durant ces 10 années : Les 100 Grammes De Tête, Saïan Supa Crew, Jam Session Bandïa, Orlando Maraca Valle, Tarace Boulba, OVA, Les Pistons flingueurs, WaYa Di Fonk,Wally, Zurribanda, Fly And The Tox, Official Sound System, Les Croquants, Les Caméléons, Massilia Sound System, Les Svinkels, Watcha Clan, Les Notaires, I-Station, Wolffunkind, Samba Résille, François Hadji Lazaro, Les Hurlements D’Léo, Les Castafiores, K2R Riddim, Ketza, Tagada Jones,Oaistar, Flying Pooh, Puppetmastaz, Afu-Ra, Improvisators Dub, Sayag Jazz Machine, Smooth, Dub Incorporation, La Varda, Sinsemilia, Raoul Petite, Burning Heads et bien d’autres[73]…
- Il existe aussi des soirées Grenad'In, avec par exemple en 2008, La Chanson du Dimanche.
- Ce festival connait un succès grandissant depuis sa création : c'est un des festivals de musiques actuelles les plus importants du Nord-Toulousain, voire de Midi-Pyrénées.[réf. nécessaire]

### Santé
La commune possède un centre communal d'action sociale, une maison de retraite ainsi que plusieurs cabinets de médecins généralistes et de spécialistes. L'ADMR de Grenade, présidée depuis 2009 par Véronique Volto, est une association à but non lucratif qui dispense des soins à domicile aux personnes âgées et/ou dépendantes. Cette association créée le 28 juin 1982 emploie une centaine de salariées, aides ménagères, auxiliaires de vie, une psychologue et une équipe d'infirmières. C'est l'un des employeurs les plus importants du canton de Grenade. Ces services sont financés essentiellement par l'APA (aide personnalisée à l'autonomie) et la PCH (prestation compensation handicap) et soumis à la tarification du conseil général de la Haute-Garonne.
Un des deux centres hospitaliers vétérinaires pour chevaux est aussi présent sur la commune (ex clinique du cheval).
Un foyer sociothérapique (ARSEAA).

### Sports

#### Volley-ball
Le Grenade Volley Ball est un club français de volley-ball évoluant pour la saison 2009-2010 en Nationale 3 Féminine (quatrième niveau national) organisé par la Fédération française de volley-ball.

#### Rugby à XV
Le Grenade sport est un club de rugby à XV fondé en 1920 qui évolue en 2023-2024 en Fédérale 1 et appartient au comité Midi-Pyrénées. Le club dispute ses matchs au stade municipal J-M -  Fages et son président est Daniel Bergougnou. Le club a été champion des Pyrénées Honneur en 1974 et finaliste en 1977. Il fut également finaliste du Challenge de l'Espoir en 2008 et atteint les 32e de finale du championnat de fédérale 3 en 2009. Il forme de nombreux joueurs dont certains connaissent une carrière de haut niveau par la suite tels que :
- David Roumieu, talonneur au sein de l'effectif du Biarritz Olympique ;
- François Cros, troisième ligne aile et centre, champion de France 2019 avec le Stade Toulousain et international français;
- Vincent Cantoni, ailier international treiziste vice-champion du monde en 1954 ;
- Guiseppin, pilier du Stade toulousain de 1947 à 1951[75] ;
- Guy Crayssac, international B français, trois-quart aile du Stade toulousain de 1948 à 1955[75].

#### Grenade Roller Skating
Le Grenade Roller Skating est un club de roller vitesse, loisir et école de patinage basé à Grenade.
Créé en 1942 et affilié à la Fédération française de roller sports, le club a déjà organisé quatre championnats de France et un championnat d'Europe.
À ce jour[Quand ?], le club compte trois champions du Monde, trois champions d'Europe et plus de 300 champions de France.

#### Autres sports
- Club de football qui joue au niveau régional ou au niveau « Grand Sud »[76]
- Club de handball
- Club de tennis
- Club de judo, de boxe, de gymnastique, de danse...
- Club d'aviron situé sur le canal à Castelnau d'Estretefonds (face à la gare). Fondé en 1931 à Grenade il dut déménager pour problème de navigabilité.

#### Équipements sportifs

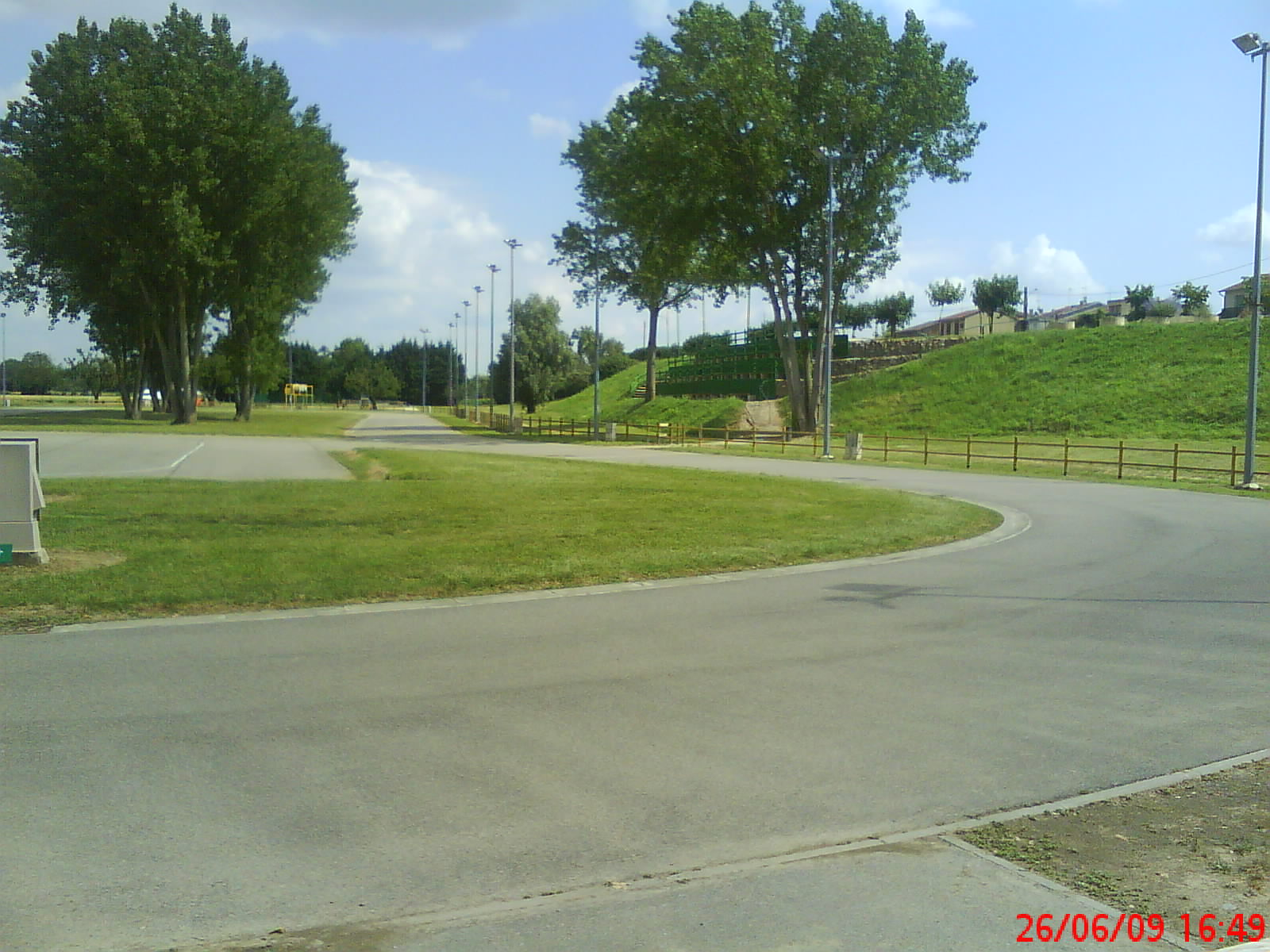
La piste de rollers de la Hille avec ses tribunes.

- Hippodrome de Marianne où se jouent souvent des courses : lors du 15 août (fêtes de Grenade) ou lors de la fin du mois de décembre (dernière course de l'année souvent retransmise sur France 3).
- 1 piscine municipale située sur la route de Verdun-sur-Garonne, derrière le stade J-M - Fages. C'est une piscine d'été (non couverte) qui dispose d'un grand bassin (profondeur 1,80 m-3,45 m), un petit bassin (profondeur 0,80 m-1,20 m) et une pataugeoire. Elle dispose également d'une grande plage verte où l'on peut installer plusieurs terrains de volley-ball et d'un snack.
- 3 terrains de rugby dont deux qui servent à l'entraînement. Le stade J-M - Fages dispose d'une tribune d'environ 1 000 places.
- 4 terrains de foot dont trois d'entraînement et un pour les match. Tous ces terrains sont placés à côté du collège Grand-Selve, rue des Sports.
- 3 terrains de tennis situés derrière le stade J-M - Fages et à côté de la piscine municipale.
- 1 gymnase municipal situé à côté du collège Grand-Selve. Dans ce gymnase, on peut pratiquer football, badminton, volley-ball, escalade, gymnastique, ping-pong...
- 1 plateau sportif situé à côté du gymnase, comporte 4 terrains de basket-ball, 2 terrains de handball, 1 terrain de football, 4 terrains de volley-ball, un mur de pelote basque, une piste d'athlétisme, un parc de saut en longueur et un parc de lancer de poids. Ce plateau sportif est relié aux stades de football.
- 1 piste de rollers situé en dessous des quais de Garonne, cet anneau routier fait une distance de 400 mètres. Il y a souvent eu les championnats de France ou d'Europe de patins à roulettes sur cette piste. Cet anneau sera renommé au cours de l'année 2009, « anneau routier de la hille ».
- 1 piste de paddle située à côté du club de tennis et de la piscine
- 1 « pump track », 1 skate Park, 1 city stade

## Économie

### Revenus
En 2018  (données Insee publiées en septembre 2021), la commune compte 3 740 ménages fiscaux, regroupant 8 699 personnes. La médiane du revenu disponible par unité de consommation est de 22 610 € (23 140 € dans le département). 51 % des ménages fiscaux sont imposés (55,3 % dans le département).

### Revenus de la population et fiscalité
En 2008, le revenu fiscal médian par ménage était de 18 650 €, ce qui plaçait Grenade au 10 155e rang parmi les 31 604 communes de plus de 50 ménages en métropole.

### Emploi
|                | 2008  | 2013  | 2018  |
| -------------- | ----- | ----- | ----- |
| Commune        | 7,7 % | 9,6 % | 7,7 % |
| Département    | 7,7 % | 9,6 % | 9,3 % |
| France entière | 8,3 % | 10 %  | 10 %  |

En 2018, la population âgée de 15 à 64 ans s'élève à 5 499 personnes, parmi lesquelles on compte 80,2 % d'actifs (72,5 % ayant un emploi et 7,7 % de chômeurs) et 19,8 % d'inactifs,. En  2018, le taux de chômage communal (au sens du recensement) des 15-64 ans est inférieur à celui de la France et département, alors qu'en 2008 il était supérieur à celui du département et inférieur à celui de la France.
La commune fait partie de la couronne de l'aire d'attraction de Toulouse, du fait qu'au moins 15 % des actifs travaillent dans le pôle,. Elle compte 2 591 emplois en 2018, contre 1 692 en 2013 et 2 299 en 2008. Le nombre d'actifs ayant un emploi résidant dans la commune est de 4 028, soit un indicateur de concentration d'emploi de 64,3 % et un taux d'activité parmi les 15 ans ou plus de 62,8 %.
Sur ces 4 028 actifs de 15 ans ou plus ayant un emploi, 876 travaillent dans la commune, soit 22 % des habitants. Pour se rendre au travail, 86,5 % des habitants utilisent un véhicule personnel ou de fonction à quatre roues, 3,9 % les transports en commun, 6,5 % s'y rendent en deux-roues, à vélo ou à pied et 3,1 % n'ont pas besoin de transport (travail au domicile).
Un point d'appui emploi formation, antenne de Colomiers, nord Haute-Garonne contenant les services Reliances, YMCA, un représentant de la chambre d'agriculture, le Club du Comité d'Entreprises du Nord Toulousain (CENT), la CRAM, l'AISIP, le Comité de Bassin d'Emploi (CBE), un conciliateur, une inspection de l'éducation nationale HG 23 Grenade. Tous ces services se situent 10A allée Alsace-Lorraine.

### Activités hors agriculture

#### Secteurs d'activités
765 établissements sont implantés  à Grenade au 31 décembre 2019. Le tableau ci-dessous en détaille le nombre par secteur d'activité et compare les ratios avec ceux du département,.
| Secteur d'activité                                                                                        | Commune | Commune | Département |
| Secteur d'activité                                                                                        | Nombre  | %       | %           |
| --- | ------- | ------- | ----------- |
| Ensemble                                                                                                  | 765     | 100 %   | (100 %)     |
| Industrie manufacturière, industries extractives et autres                                                | 52      | 6,8 %   | (5,7 %)     |
| Construction                                                                                              | 90      | 11,8 %  | (12 %)      |
| Commerce de gros et de détail, transports, hébergement et restauration                                    | 206     | 26,9 %  | (25,9 %)    |
| Information et communication                                                                              | 12      | 1,6 %   | (4,1 %)     |
| Activités financières et d'assurance                                                                      | 30      | 3,9 %   | (3,8 %)     |
| Activités immobilières                                                                                    | 32      | 4,2 %   | (4,2 %)     |
| Activités spécialisées, scientifiques et techniques et activités de services administratifs et de soutien | 123     | 16,1 %  | (19,8 %)    |
| Administration publique, enseignement, santé humaine et action sociale                                    | 134     | 17,5 %  | (16,6 %)    |
| Autres activités de services                                                                              | 86      | 11,2 %  | (7,9 %)     |

Le secteur du commerce de gros et de détail, des transports, de l'hébergement et de la restauration est prépondérant sur la commune puisqu'il représente 26,9 % du nombre total d'établissements de la commune (206 sur les 765 entreprises implantées  à Grenade), contre 25,9 % au niveau départemental.

#### Entreprises et commerces
Les cinq entreprises ayant leur siège social sur le territoire communal qui génèrent le plus de chiffre d'affaires en 2020 sont : 
- La Fourcade, commerce de gros (commerce interentreprises) de produits laitiers, œufs, huiles et matières grasses comestibles (40 792 k€)
- Grenadine, location de terrains et d'autres biens immobiliers (27 637 k€)
- Jucel, supermarchés (11 789 k€)
- SCR Automobiles, entretien et réparation de véhicules automobiles légers (3 516 k€)
- Societe Boraso, travaux de maçonnerie générale et gros œuvre de bâtiment (2 096 k€)

Grenade dispose de plusieurs zones d'aménagement concerté. Au sud, la ZAC Proxima (qui est liée avec la ZAC de Grenade sud) regroupe entre autres l'administration de la communauté de communes des Hauts Tolosans est située au sud de la ville de Grenade. Cette zone contient une quarantaine d'entreprises, dont le centre de tri de La Poste et plusieurs grandes enseignes et entreprises nationales ou internationales.
Mais il y a aussi de nombreux commerces en centre ville et aux abords de la ville ainsi que plusieurs supermarchés (Intermarché et Super U) avec son centre commercial.

### Agriculture
La commune est dans « les Vallées », une petite région agricole consacrée à la polyculture sur les plaines et terrasses alluviales qui s’étendent de part et d’autre des sillons marqués par la Garonne et l’Ariège. En 2020, l'orientation technico-économique de l'agriculture  sur la commune est la polyculture et/ou le polyélevage.
|               | 1988  | 2000  | 2010  | 2020  |
| ------------- | ----- | ----- | ----- | ----- |
| Exploitations | 84    | 76    | 52    | 47    |
| SAU (ha)      | 2 576 | 2 518 | 2 727 | 2 399 |

Le nombre d'exploitations agricoles en activité et ayant leur siège dans la commune est passé de 84 lors du recensement agricole de 1988  à 76 en 2000 puis à 52 en 2010 et enfin à 47 en 2020, soit une baisse de 44 % en 32 ans. Le même mouvement est observé à l'échelle du département qui a perdu pendant cette période 57 % de ses exploitations,. La surface agricole utilisée sur la commune a également diminué, passant de 2 576 ha en 1988 à 2 399 ha en 2020. Parallèlement la surface agricole utilisée moyenne par exploitation a augmenté, passant de 31 à 51 ha.
L'agriculture basée sur la culture de céréales (maïs, blé...) a encore une place importante mais tend à diminuer en faveur de zones résidentielles liées à la proximité de l'agglomération toulousaine puisqu'étant dans son aire d'attraction

## Culture locale et patrimoine

### Lieux et monuments
- Monument aux morts à l'entrée du cimetière
- Église Saint-Caprais de Grenade.
- Chapelle Saint-Bernard du cimetière datant du XIXe siècle[82]. Elle fut restaurée en 2016[83], le confessionnal et un vitrail ont été restaurés en 2019[84].
- Chapelle Saint-Jacques attenante à l'hospice et de l’ancienne maison de retraite. Elle est aujourd'hui désacralisée[83],[85].

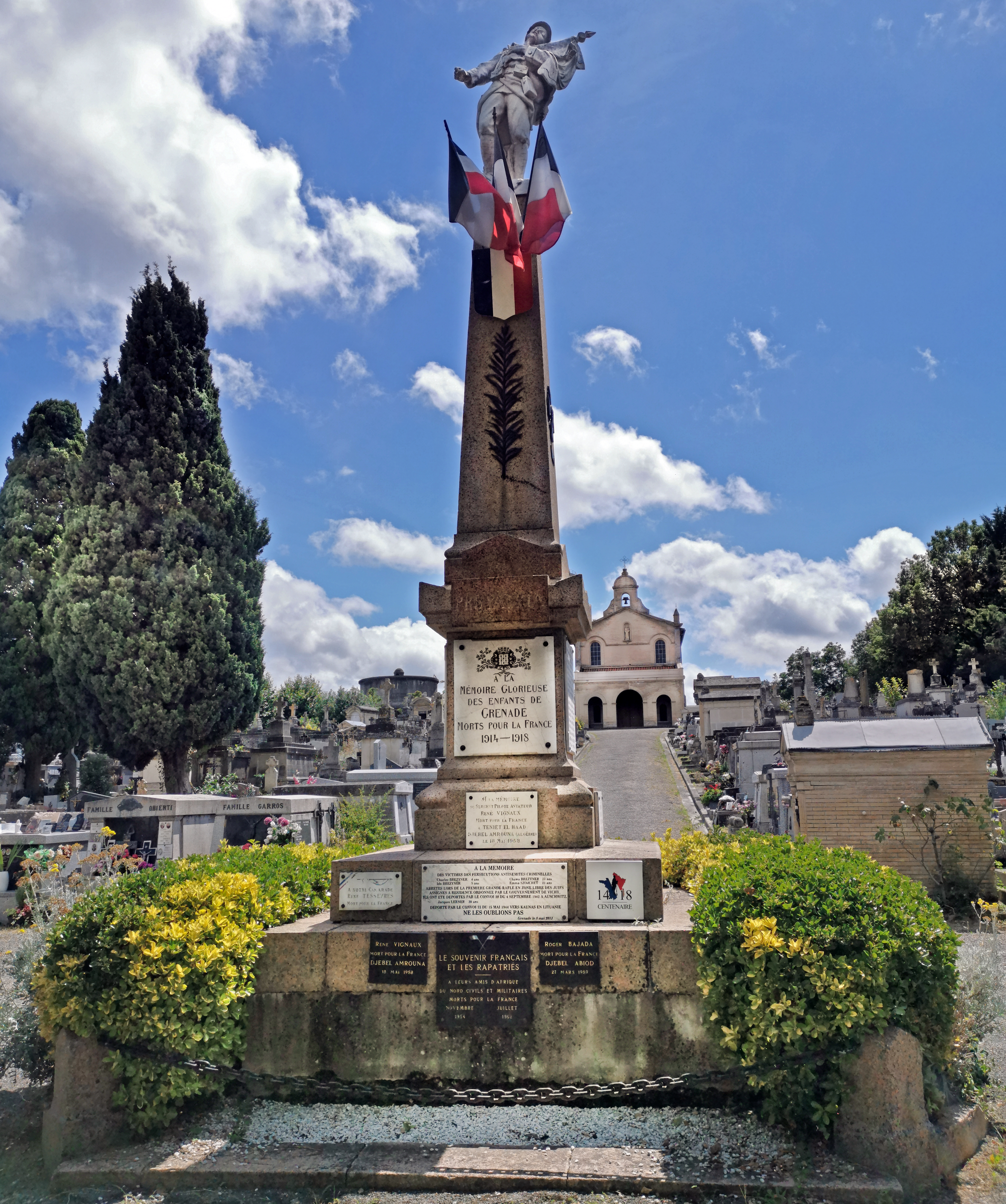
Le Monument aux morts.
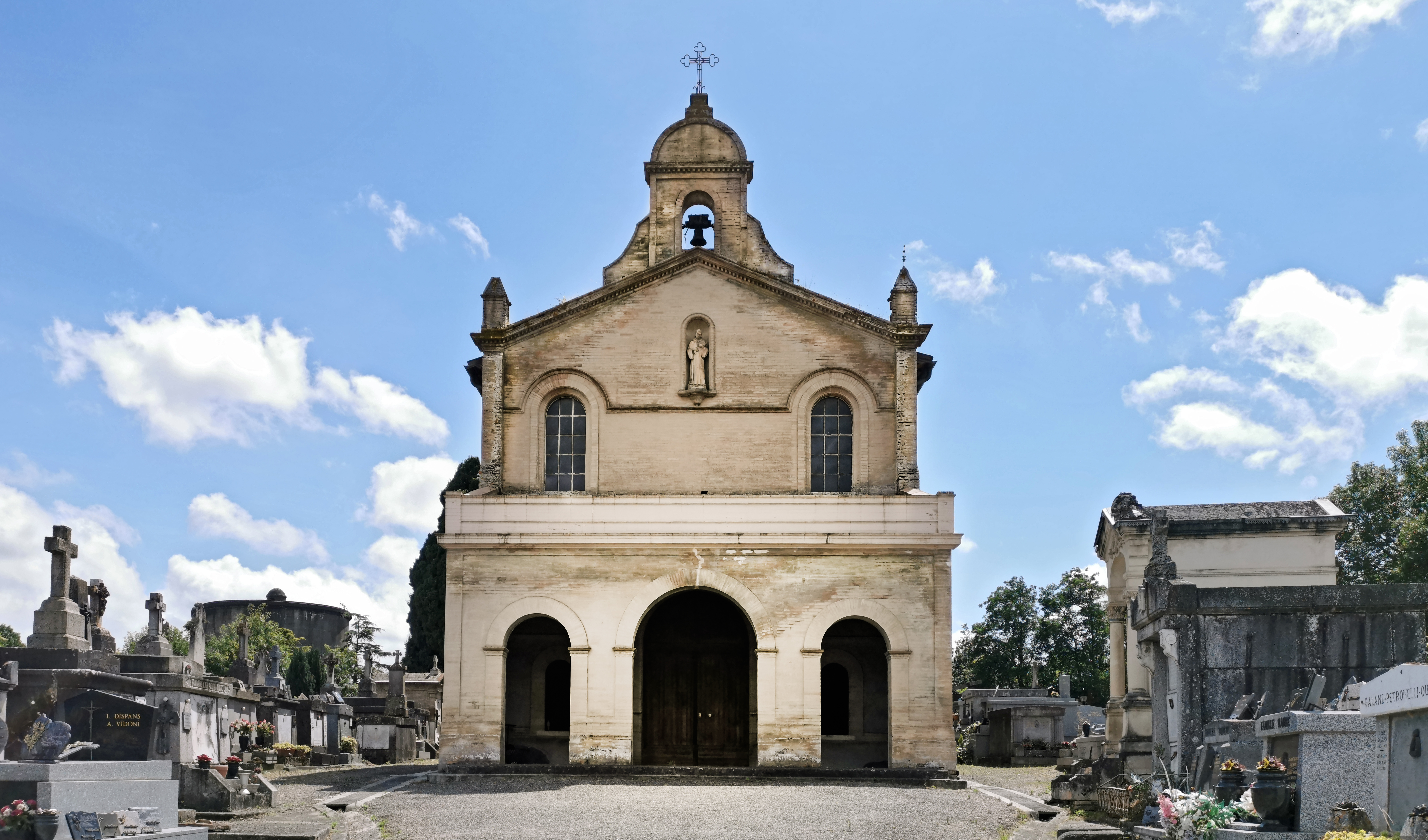
La chapelle Saint-Bertrand.

#### L'église Notre-Dame de l'Assomption
Voir l'article dédié : Église Notre-Dame-de-l'Assomption de Grenade.

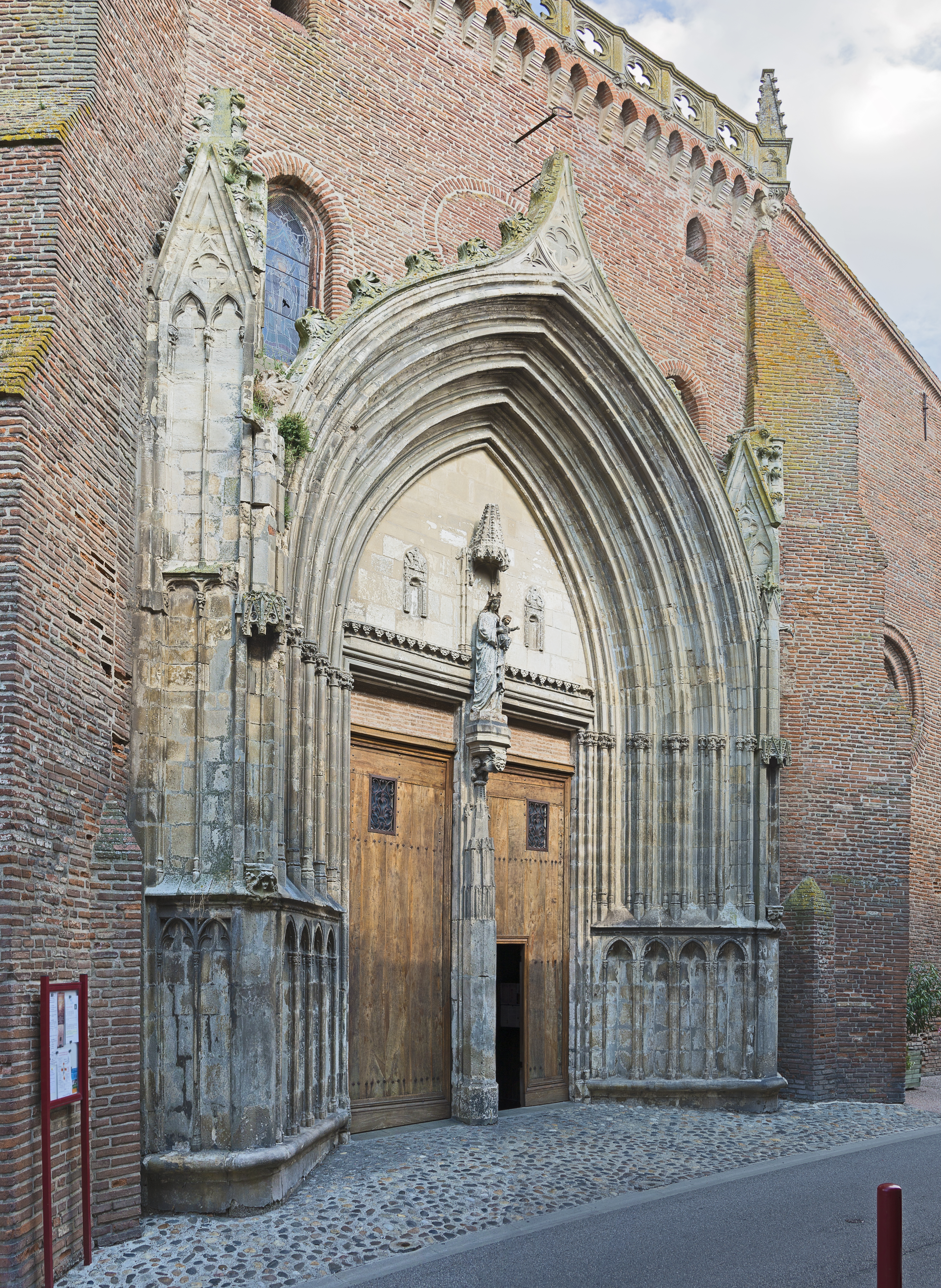
Le portail.
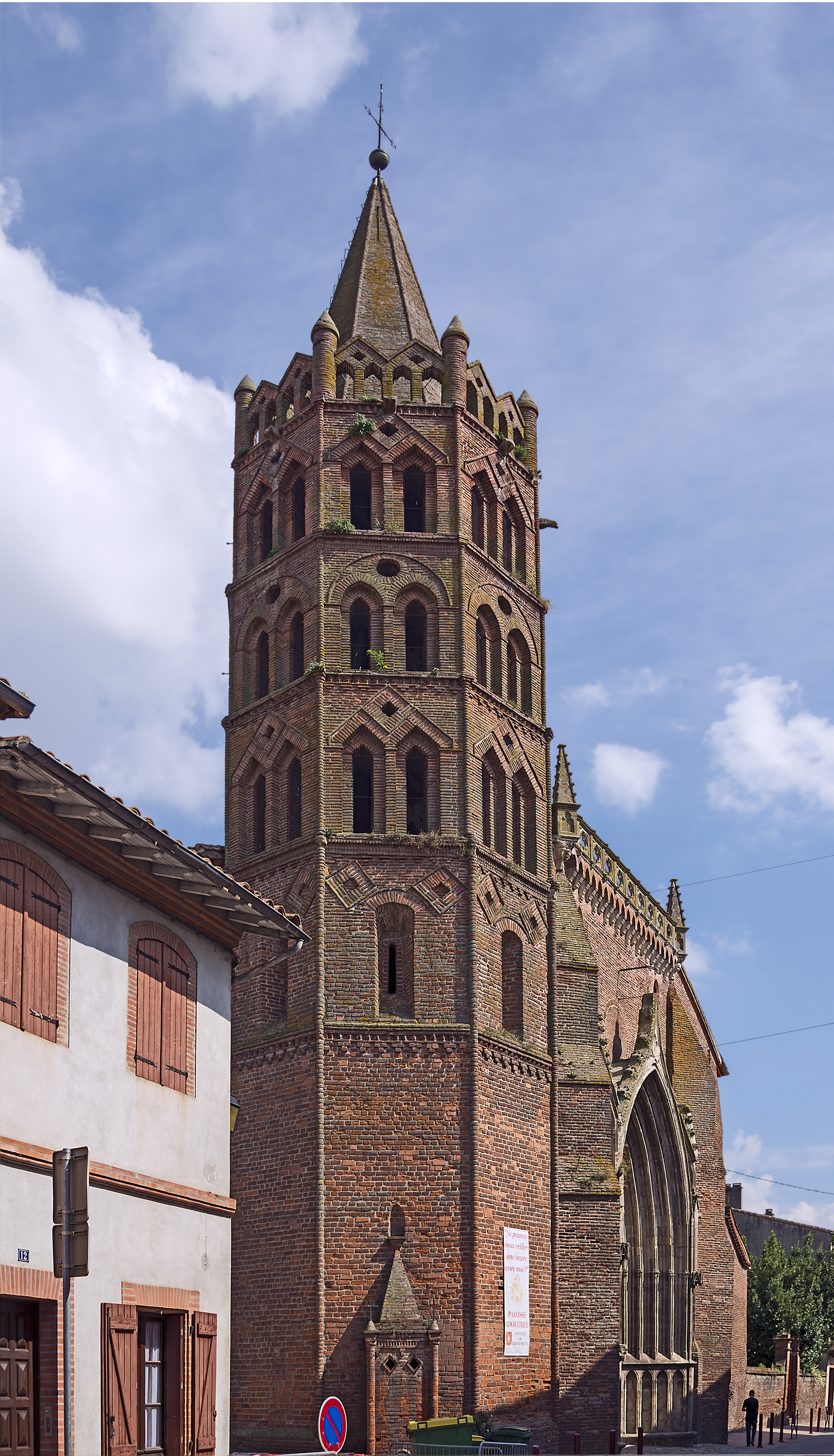
L'église Notre-Dame et son clocher octogonal.
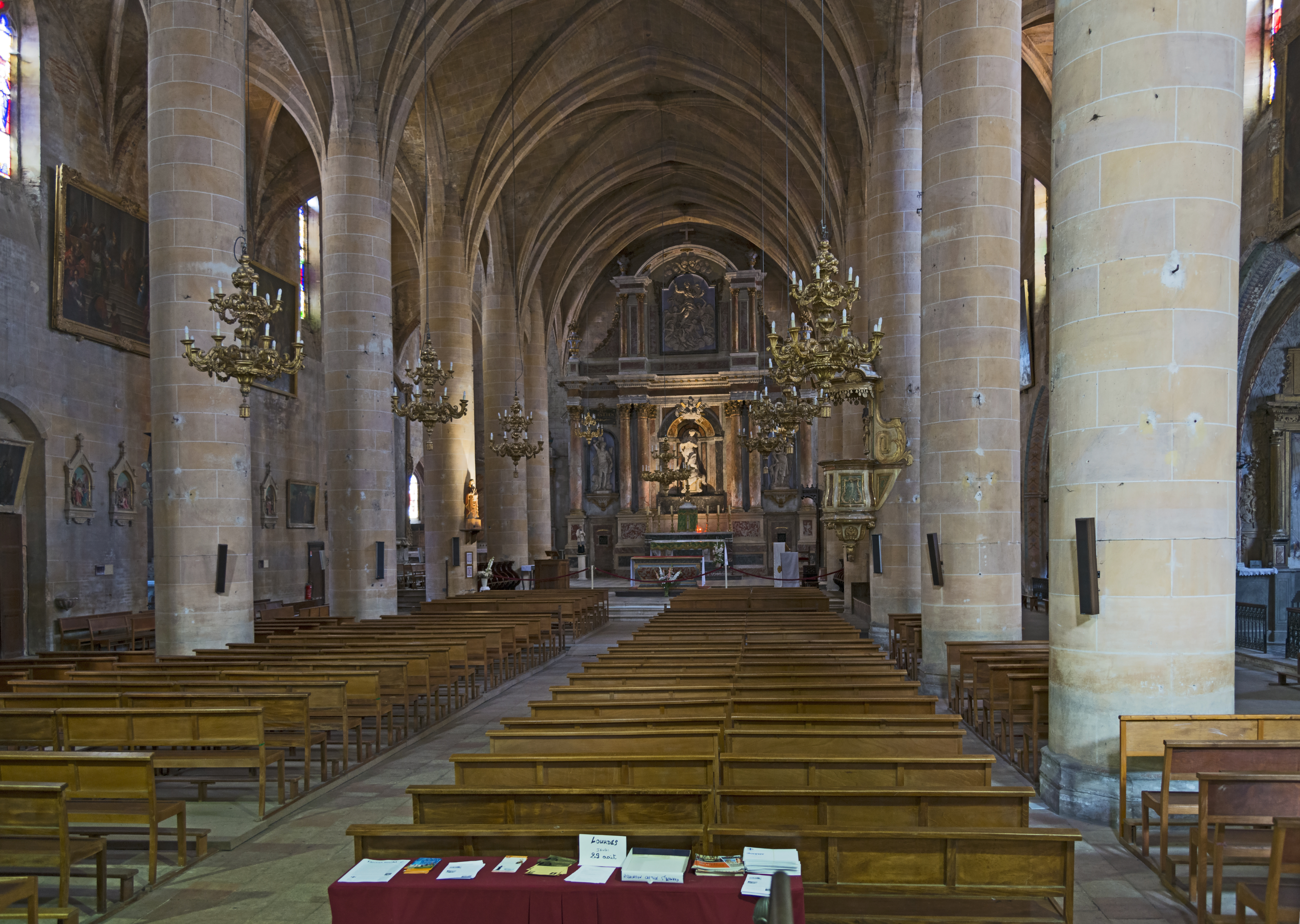
Vue de l'intérieur.

L'édifice datant des XIIIe et XVe siècles est classé au titre des monuments historiques depuis 1951.
C’est l’Abbaye de Grandselve, fondatrice de la ville de Grenade en 1290, qui est à l’initiative de la construction de l’église Notre-Dame de l’Assomption au XIIIe siècle. L’édifice de style gothique languedocien est orné d’un clocher octogonal de type toulousain (XVe siècle) qui est percé de baies géminées, coiffé d’une balustrade ornée de clochetons et d’une flèche de brique. La nef est partagée en trois vaisseaux, par deux files de sept colonnes et coiffée d’une voûte ogivale d’une grande élégance. Elle comporte huit travées dont la dernière détermine un chœur à chevet plat. Onze chapelles sont disposées entre les contreforts. Le riche mobilier est composé du grand retable central, de la chaire, de lustres de bois doré et de sculptures baroques. L’église possède un ensemble de toiles de grands maîtres toulousains des XVIIe et XVIIIe siècles en provenance de l’abbaye de Grandselve qui a disparu à la Révolution. L’édifice doit une grande partie de son aménagement intérieur aux campagnes de restauration menées au XIXe siècle. L’orgue Cavaillé-Coll-Magen de 1857, qui possède un buffet néo-gothique, est l’un des plus beaux instruments romantiques de la région,.

#### La halle de Grenade
Cette halle du XIIIe siècle est l’une des plus grandes halles médiévales couvertes de France.
Elle occupe un moulon ou pâté de maisons de la bastide situé au croisement des axes principaux : rue Gambetta et rue de la République.
De plan carré, elle mesure 134 pieds de côté, environ 41 mètres. La vaste toiture repose sur 36 piliers octogonaux de briques foraines. Le
bois le plus ancien, résineux et chêne, a été coupé au XIIIe siècle.
L’ajout du beffroi utilisé comme tour de guet date du XVIIe siècle. La fonction commerciale de la halle était prévue dès 1290 dans la charte de fondation de la ville par les seigneurs qui autorisaient un marché par semaine et deux foires par an. Plusieurs loges s’y trouvaient à demeure, parmi lesquelles une loge avec les poids et mesures utilisés  pour le contrôle des échanges, ainsi que celles des marchands, notamment la loge du mazel ou boucherie. L’autre fonction de la halle était administrative. Elle abritait un auditoire royal où se rendait  la justice. De plus, les étages accueillaient la maison commune, lieu de travail du juge, du bailli, des notaires, crieurs publics et autres fonctionnaires, et lieu de réunions des consuls et des assemblées communautaires,.
En 1417, le roi Charles VI avait permis aux consuls « d’avoir et de faire une horloge avec cloche ».
En 1992 et 1993, le sol ainsi que les piliers ont été rénovés et restaurés. Des études récentes ont montré que les bois de charpente ont été coupés en 1293.
Comme la plupart des bastides du Sud-Ouest, Grenade a sauvegardé sa halle car c’est un lieu de rencontre de toutes les générations et cela depuis des siècles. Elle est chère aux Grenadains qui s'y retrouvent pour le marché du samedi matin, la foire annuelle de la Saint-Luc et les bals de l'été, ainsi que d’autres manifestations qui s’y tiennent régulièrement.
La halle couverte (classée monument historique depuis le 5 décembre 1979 occupe l'îlot central ; elle est du XIVe siècle. C'est la plus grande et la plus vieille halle de France.

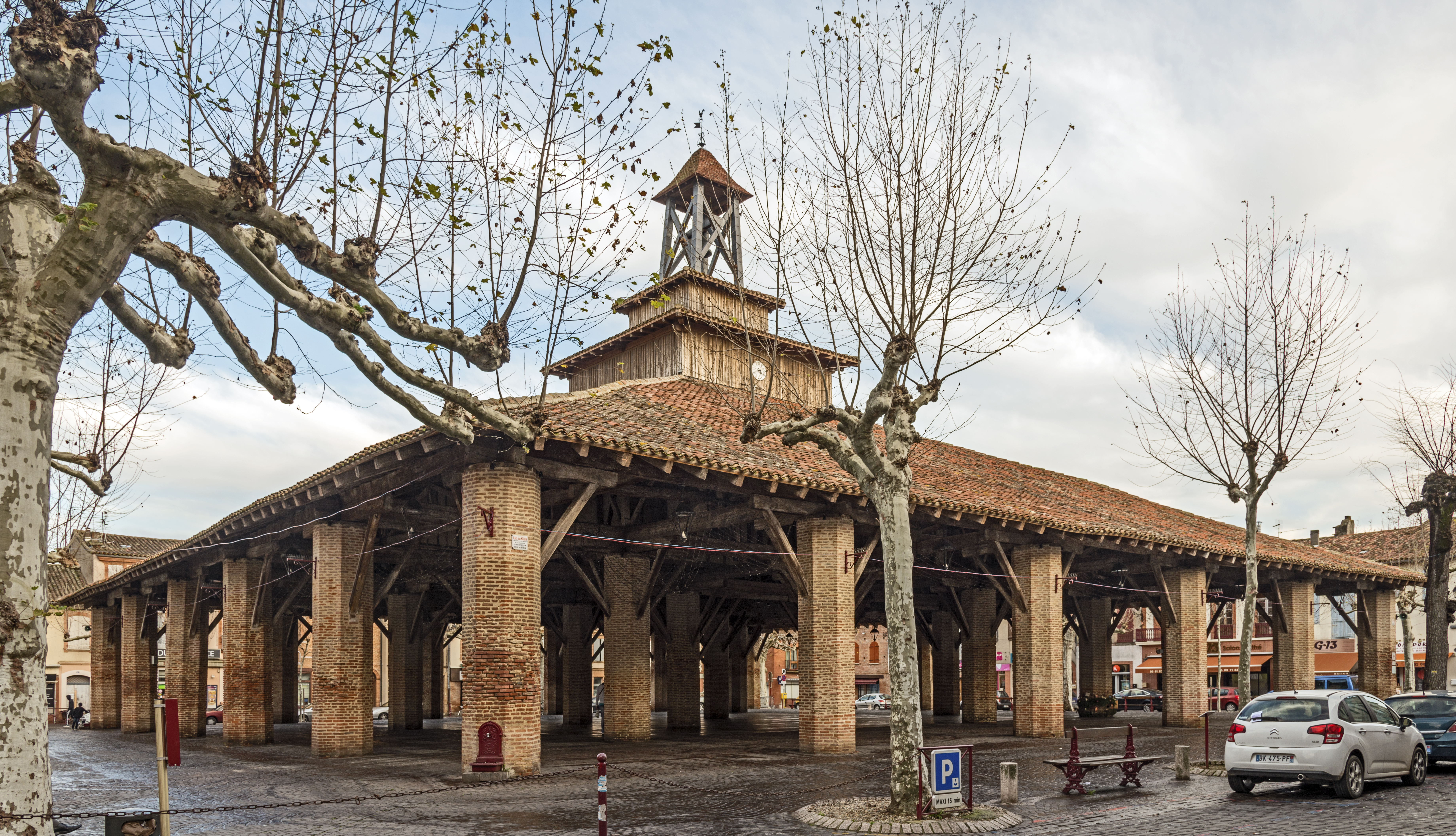
Les halles de Grenade.
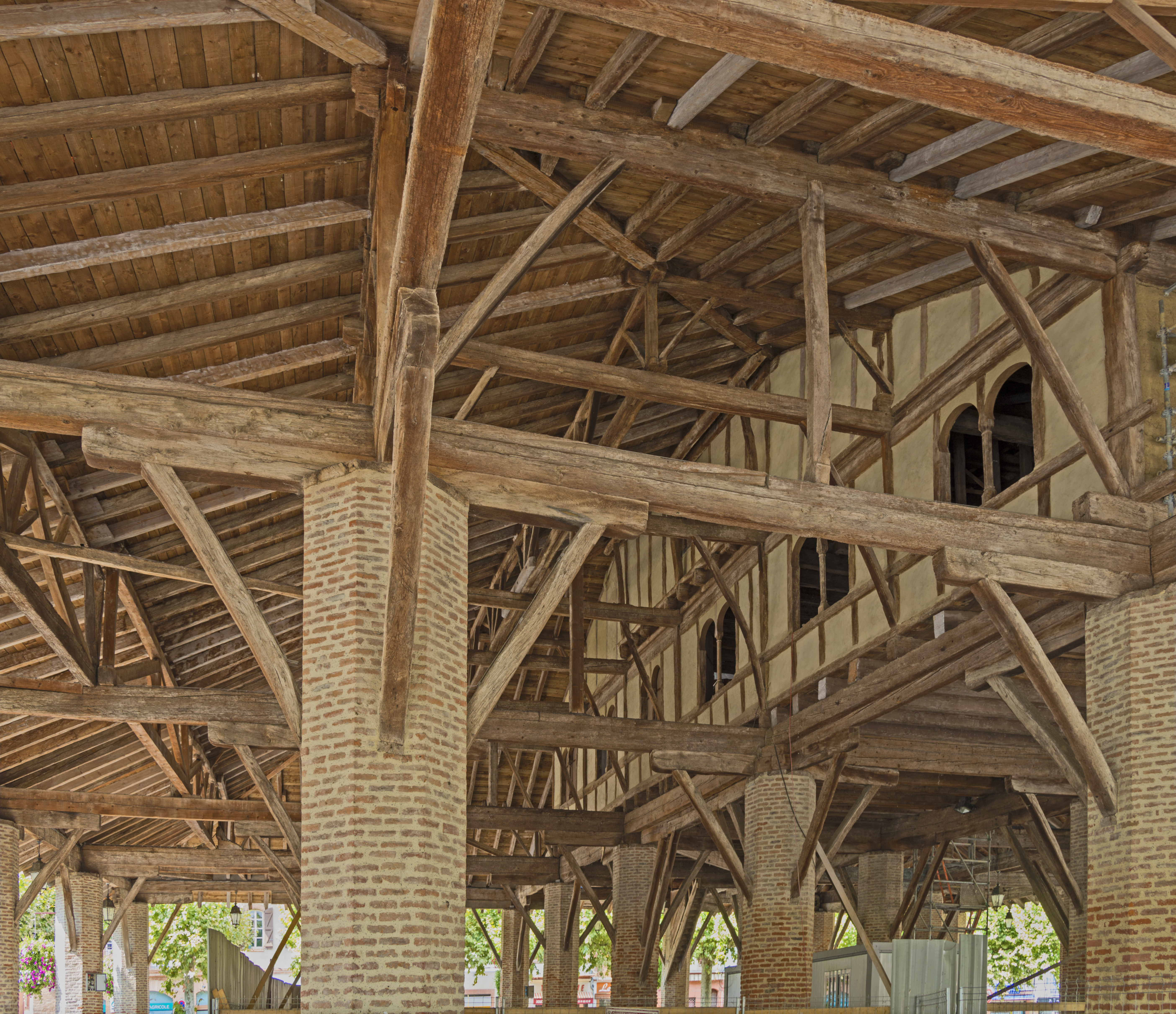
La halle couverte.

#### L'ancien Couvent des Ursulines
L’ancien couvent est un établissement religieux d’enseignement qui fut fondé en décembre 1626 par les Sœurs Ursulines de Toulouse. Il était alors l’un des édifices religieux les plus importants de la ville. Plus de soixante religieuses, vingt-cinq pensionnaires et de nombreuses élèves externes y résidaient. Il occupait l’ensemble du pâté de maisons et comportait une chapelle, une église, un cimetière, un pigeonnier et un jardin. En 1794, les religieuses furent renvoyées et le couvent fut nationalisé puis transformé en hôpital militaire. Il fut ensuite morcelé, restructuré et en partie détruit. Depuis 1965 une grande partie de l’édifice a été restaurée, en particulier les toitures et les façades. On peut y admirer deux salles avec des plafonds peints et des fresques du XVIIe siècle, les arcades de l’ancien cloître, le porche et la cour d’entrée. Depuis le dernier étage on bénéficie d’une vue panoramique sur la bastide. L’ancien couvent des ursulines est inscrit à l'inventaire des monuments historiques depuis le 1er mars 1988.

#### L'hôtel du Fermier Général
En 1757 Durand de Lasserre d’Haumont, Trésorier général de France et Premier Président au bureau des Finances de Toulouse, se fit construire le plus bel hôtel particulier de la ville. La propriété d’origine occupait toute la largeur du pâté de maisons. Elle était composée d’un grand portail cocher ouvrant sur une cour d’honneur, d’un corps de logis, de deux cours secondaires, d’un petit jardin, d’écuries et de dépendances. L’édifice accueillait des boutiques au rez-de-chaussée et la maison noble à l’étage. Un escalier de pierre desservait les salons de réception, c’est le seul élément de la décoration intérieure d’origine toujours existant. L’édifice de brique de style classique était crépi, il fut pourvu de très grandes fenêtres et d’un balcon de fer forgé. Le sommet des fenêtres fut orné d’agrafes avec guirlandes de feuilles et de mascarons de divinités grecques. Ces décors de terre cuite moulée étaient peints en blanc pour imiter la pierre. L’édifice abrita la mairie de Grenade de 1892 à 1953.

#### La Villa Léopoldine
Construite fin 18ème et achevée début 19ème, ancienne maison de famille du maréchal d'Empire Catherine-Dominique de Pérignon, elle a été rénovée.

#### Le Pont de Save
Le pont fut construit au XIVe siècle, lors de la création de la bastide, pour faciliter l’accès aux terres situées sur l’autre rive de la Save. Il permettait ainsi d’accéder à la grange de Larra, domaine agricole qui dépendait alors de Grenade. En 1341, au début de la guerre de Cent Ans, les Grenadains furent contraints d’édifier des remparts pour protéger la bastide. Le pont fut alors flanqué d’une porte et d’une tour qui permettaient aux gardes de surveiller les allées et venues. Le pont de brique foraine repose sur trois arcades en ogive. Il a fait l’objet de nombreuses modifications depuis sa construction mais il demeure un axe principal de circulation de la ville. Au Moyen Âge deux moulins furent construits de part et d’autre du pont, l’un en amont sur un canal de dérivation de la Save, le Canalet, et l’autre en aval, sur la chaussée de la Save. Le premier moulin fut équipé à la fin du XIXe siècle de turbines hydrauliques, ce qui permit à Grenade d’être dès 1887 une des premières villes électrifiées de France. Le pont est inscrit à l'inventaire des monuments historiques depuis le 23 décembre 1926.

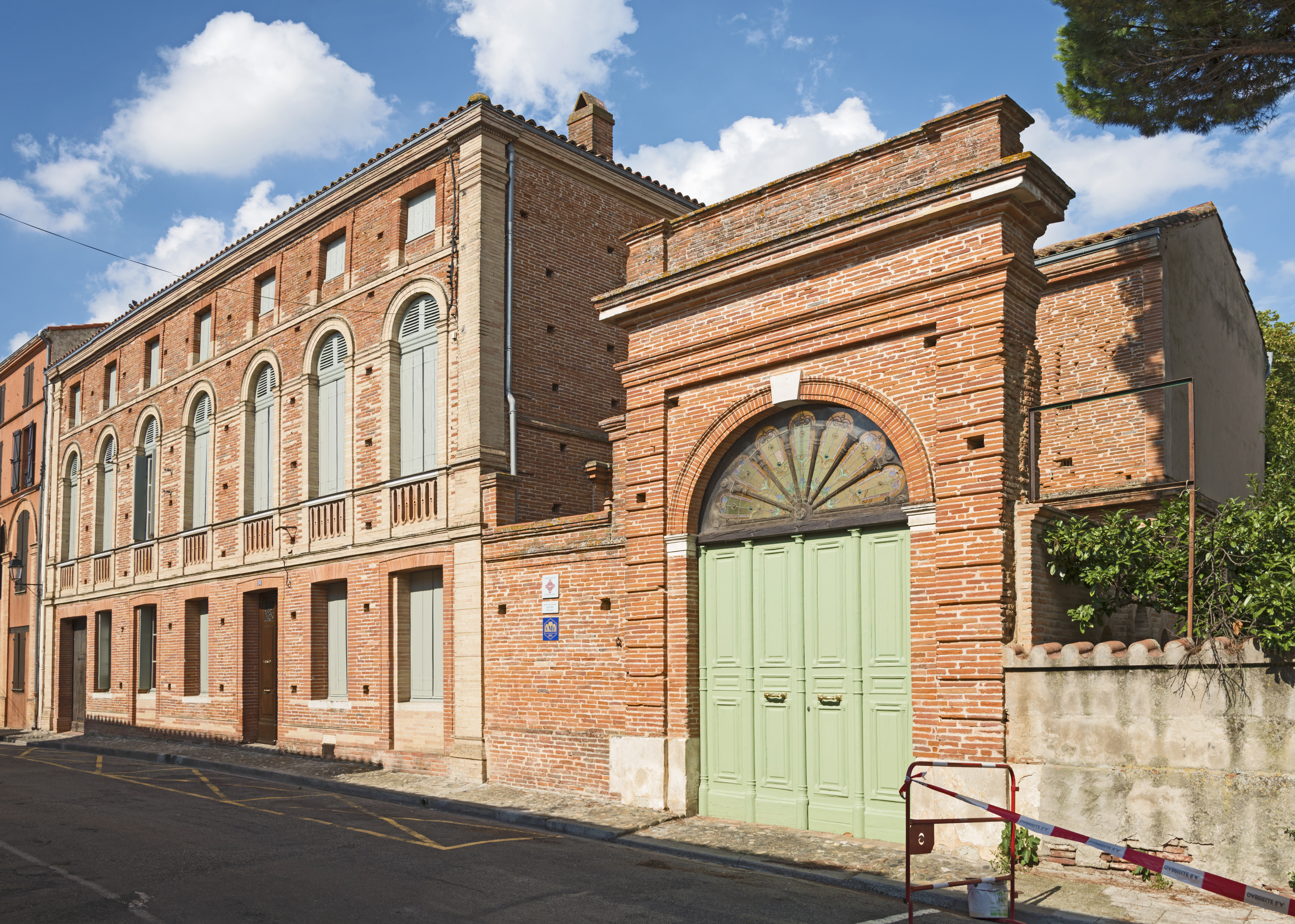
Le couvent des Ursulines à Grenade.
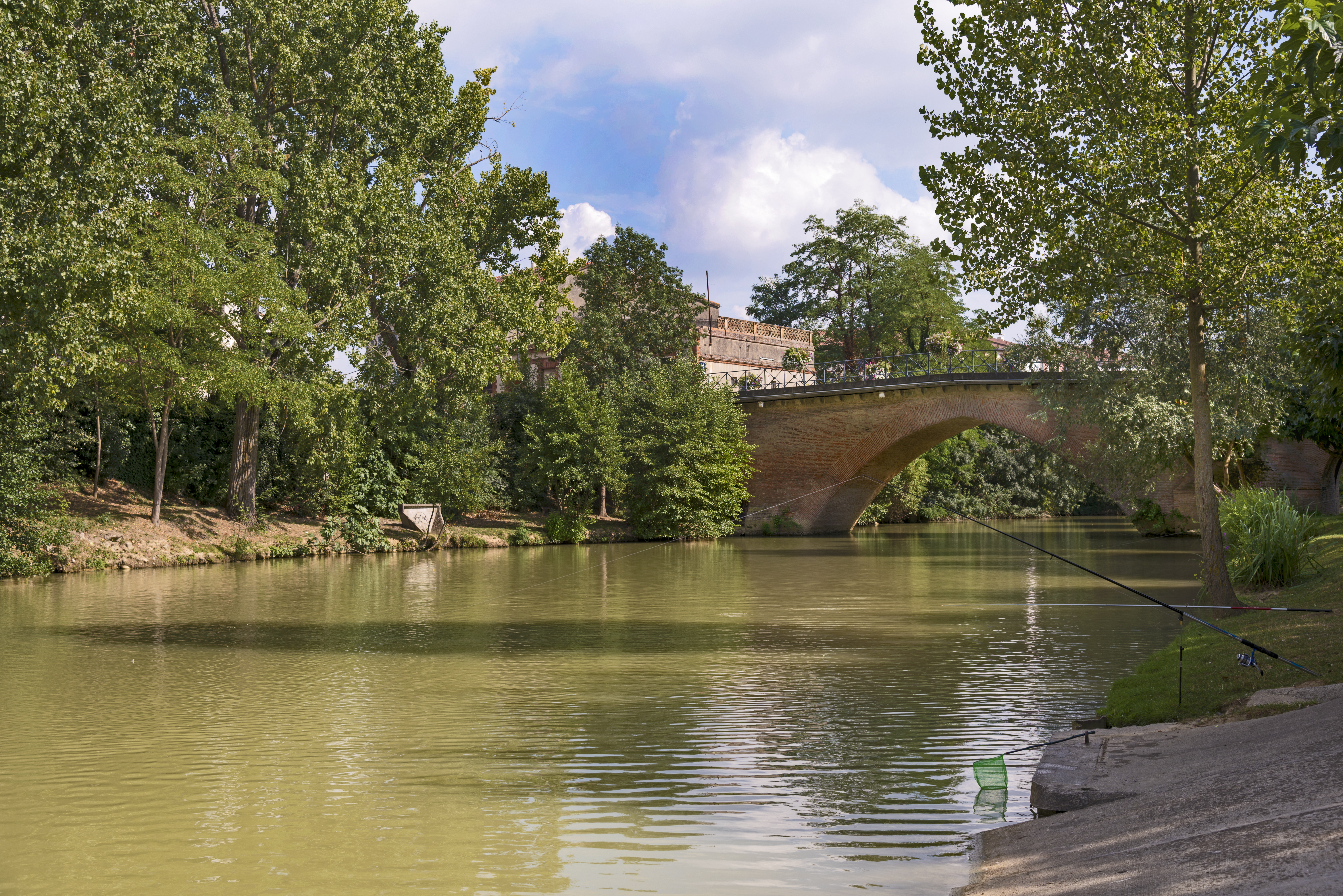
Le pont sur la Save à Grenade.

### Patrimoine culturel
La commune dispose des établissements suivants :
- Un cinéma associatif « L'Entracte» (anciennement appelé "le Foyer") en travaux pour passage au numérique/3D et rénovation complète de la salle. Réouverture prévue été 2015.
- Un Point Information Jeunesse (PIJ), anciennement situé près du collège rue de Belfort, désormais situé à la place de l'ancienne gare, sur les allées Alsace-Lorraine. La connexion a Internet est gratuite et vous pouvez trouver tout type de renseignements.

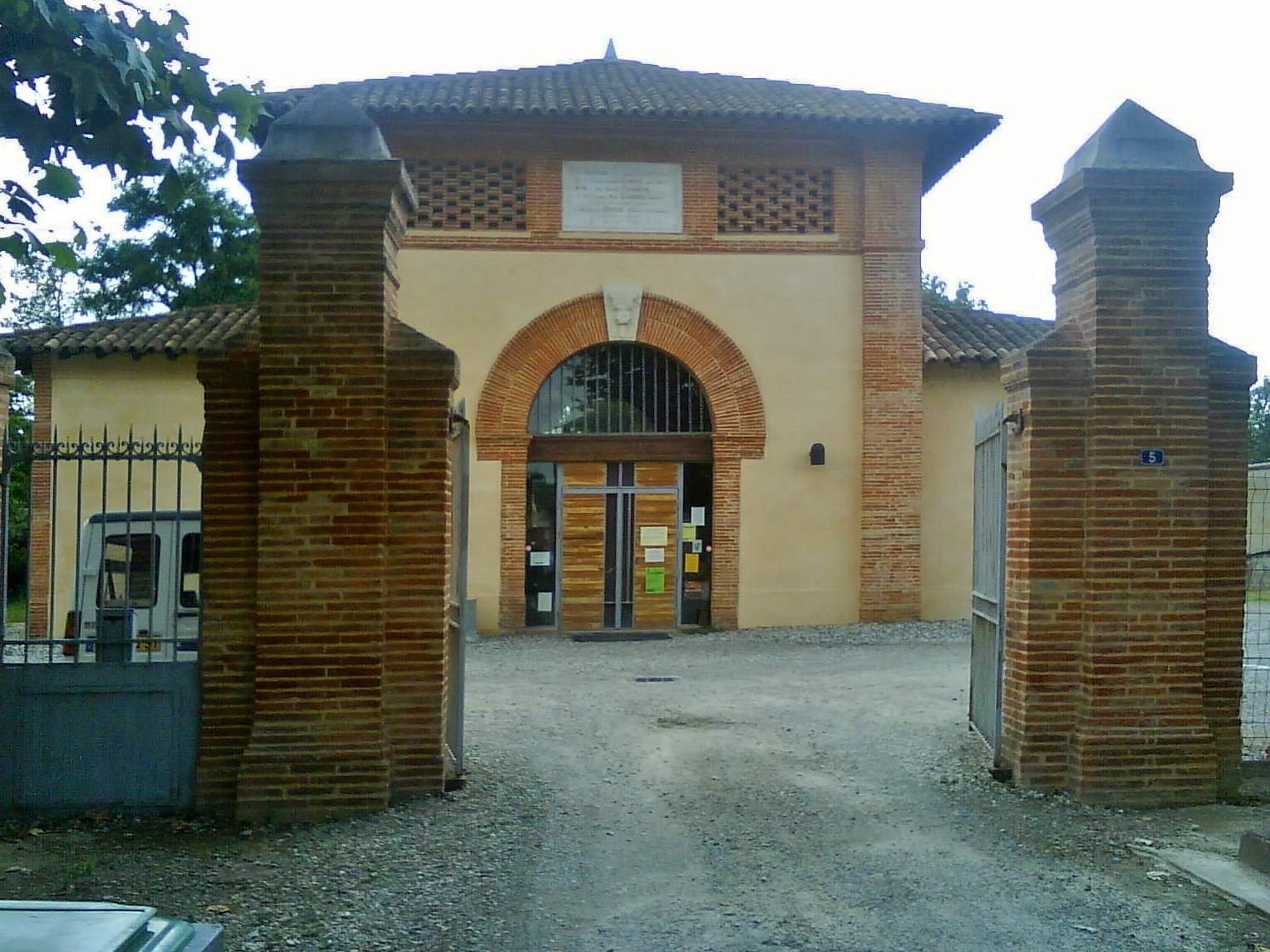
L'ancienne laiterie de Grenade, anciennement le PIJ, désormais le « guichet unique » de la mairie de Grenade.

- Une salle des fêtes qui accueille plusieurs animations par an comme le festival Grenad'in, différentes expositions ainsi que plusieurs spectacles de tout genres.
- Un foyer rural, situé rue Victor-Hugo, il accueille plusieurs animations par an comme la salle des fêtes mais reçoit plutôt des comédies théâtrales[96]
- La bibliothèque de Grenade, qui est située dans l'ancien collège, contient plus de 10 000 ouvrages. Une nouvelle salle accessible depuis la bibliothèque, accueille des expositions temporaires d'art en lien avec les musées de la région notamment les Abattoirs de Toulouse.
- La halle de Grenade accueille également de nombreuses animations en été, principalement lors de la fête locale, tout comme le rond de save.
- L'hippodrome de Marianne sert aussi comme salle de spectacle. Par exemple le 6 juin 2009, un concert des ateliers musicaux y était prévu[97].
- Un CCAS se trouve dans la "maison Chiomento" rénové en janvier 2012, en face de la mairie. Il est associé avec un foyer du troisième âge[98].

### Associations culturelles
Grenade déploie un large éventail d’activités grâce à son tissu associatif. En tout, la ville dispose de plus de 70 associations à but non lucratif.
Multimusique est l'école de musique actuelle de Grenade qui regroupe 350 élèves. Ces actions sont très dynamiques, elle organise entre autres le festival Grenad'in. En septembre 2018, elle ouvre un pôle cinéma qui produit des courts métrages avec les élèves.

### Personnalités liées à la commune
- Jean Dieuzaide (1921 - 2003) - photographe, né à Grenade.
- Edmond de Cazalès (1804-1876) - homme politique, né à Grenade.
- Jacques de Cazalès (1752-1805) - homme politique, né à Grenade.
- Jacques Antoine Marie de Cazalès (1758-1805) - homme politique, né à Grenade.
- Marc Amédée Montané[100] (1829-1885), homme politique né et décédé à Grenade, député de la Haute-Garonne de 1878 à 1885.
- Georges Cabanier (1906-1976), amiral, commandant du sous-marin mouilleur de mines Rubis, Compagnon de la Libération[101], né à Grenade. Une rue de la ville porte son nom.
- Gaston de Roquemaurel (1804-1878), officier de marine, une rue de la ville a pris le nom de Roquemaurel en son estime[102].
- Catherine-Dominique de Pérignon (1754-1818) - maréchal d'Empire, né à Grenade.
- Bertrand Capmartin de Chaupy (1720-1798) - prêtre, écrivain et archéologue, né à Grenade.
- Jean-François Montés (1765-????) - diacre, aumônier de Madame la Dauphine, né à Grenade.
- Le Duo des Non, comédiens.
- André Salesses, né le 14 janvier 1927 à Montpellier et mort le 14 octobre 1944 à Grenade-sur-Garonne, était un jeune Résistant toulousain qui a été assassiné par d'autres Résistants douteux à Grenade-sur-Garonne. Il est inhumé au cimetière de Lauresses[103],[104],[105],[106].